# هرم زوسر
هرم زوسر أو هرم سقارة أو الهرم المدرج  هو معلم آثري بجبانة سقارة شمال غرب مدينة ممفيس القديمة في مصر. بُني خلال القرن 27 ق.م لدفن الفرعون زوسر؛ بناه له وزيره إمحوتب. وكان المهندس والطبيب أمحتب هو المهندس الأساسي للمجموعة الجنائزية الواسعة في فناء الهرم وما يحيطه من هياكل الاحتفالية.
يتكون أول هرم مصري من ست مصاطب بُنيت فوق بعضها البعض، شيء يمثل تطوراً هائلاً في تصميم القبور في ذلك العهد الذي كان يكتفي بمصطبة واحدة. يبلغ ارتفاع هرم زوسر المدرج 62 متر (203 قدم) ، مع وجود قاعدة بمساحة 109 م × 125 م (358 قدم × 410 قدم)، وكان مُغطى بالحجر الجيرى الأبيض المصقول. يُعتبر الهرم المدرج أول بنية حجرية وقتها، على الرغم من أن الحوش المعروفة باسم جسر المدير يبدو أنه سبق بناء الهرم.
تأثر الهرم بزلزال وقع عام 1992 وأثر على بنية الهرم وأدى إلى سقوط أجزاء من مجموعة الجنائزية وكان اقدم هرم في التاريخ.
يعتبر موقع المدينة الجنائزية في سقارة جزءا من المواقع الجنائزية لمدينة منف موقعا للتراث العالمي منذ عام 1979 .

## استكشافه العلمي

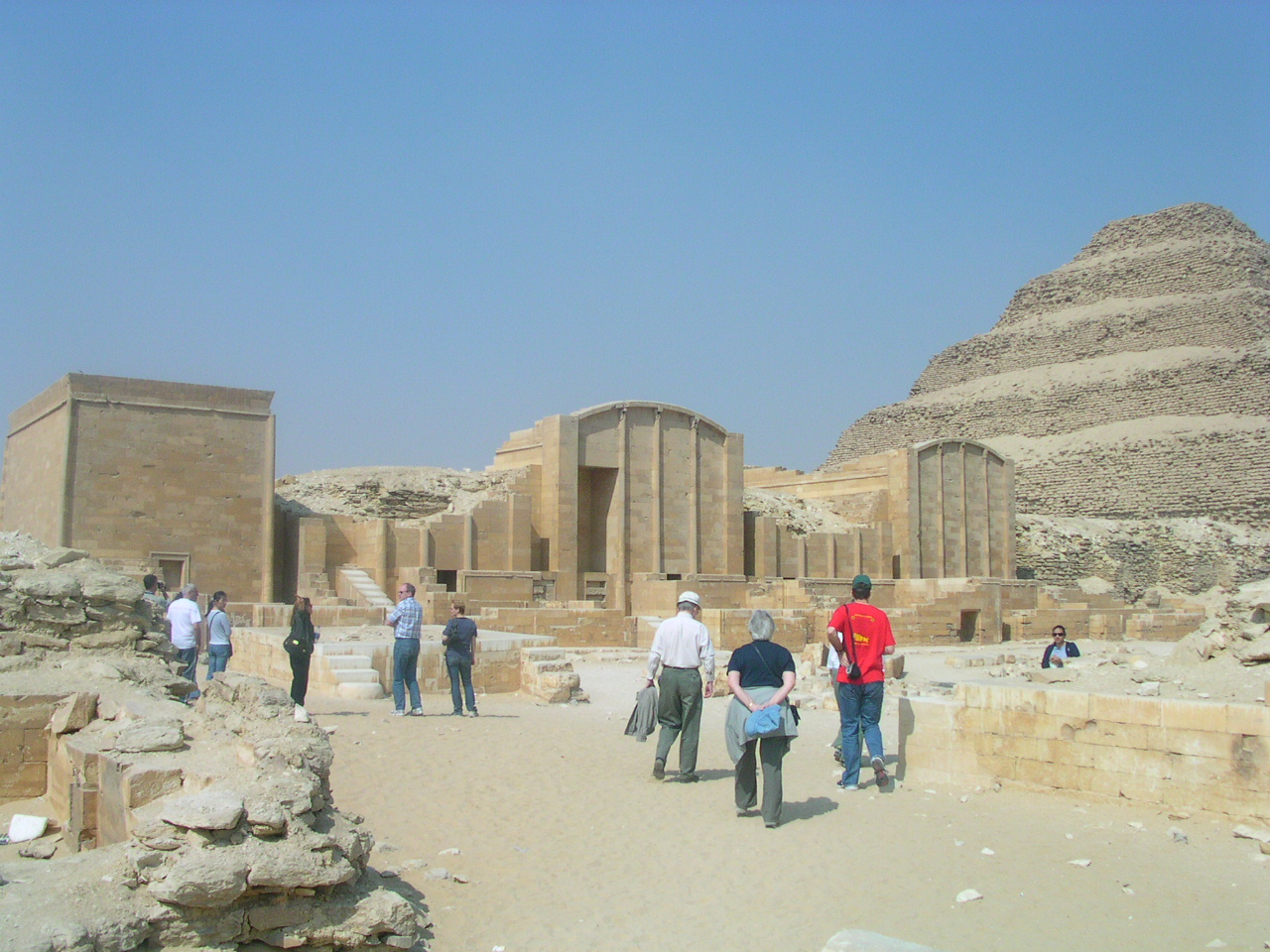
معابد الاحتفالات التابعة للهرم.

اكتشف مجمع هرم سقارة لأول مرة في عام 1821 حيث قام القنصل العام الألماني هينريش فون ميوتولي" وأيضا المهندس الإيطالي "غيرولانو سيجاتو" بفحصه، واكتشفا مدخله. وعثرا في ممراته الداخلية على بقايا مومياء من جمجمة مغطاة بالذهب وكعبي قدمين مغطيين أيضا بالذهب. واعتقد "فون مينوتولي" أنها تنتمي إلى مومياء زوسر. وحدث أن "فون مينوتولي" حصل بتفويض من القيصر الألماني وموافقة من محمد علي باشا حاكم مصر في ذلك الوقت على تصريح بأخذ تلك الآثار مع مجموعة آثار أخرى إلى ألمانيا. ولكن السفينة وتسمى سفينة جوتفريد غرقت بسبب إعصار شديد بالقرب من ميناء هامبورغ في ألمانيا، وضاعت تقريبا كل ما كان عليها من آثار (أنظر سفينة جوتفريد).
وتبين فيما بعد أن ما وجده "فون مينوتولي في ممرات الهرم المدرج لم يكن إلا لمومياء أخرى وضعت في المقبرة في وقت لاحق بالعهد القديم.
وفي عام 1837 عثر الباحث جون بيرينغ على أثار مومياوات أخرى في الممرات، واكتشف أيضا حجرات وأبوهة تحت الهرم.
ثم قام «سيسيل فيرث» في عام 1926 باستكشافات مستفيضة، إلا أنه توفي قبل الانتهاء منها. فتولى «جيمس كيبل» رعاية الحفريات، لكن توفي أيضا في عام 1935 . وواصل «جين لاور» الذي كان يعمل تحت إدارة كيبل الاشراف على عمليات الحفريات، وقام بقياس الحجرات تحت الأرض والممرات المؤدية إليها. وفي عام 1934 كان قد عثر في حجرة المقبرة بقايا مومياء وأخذت إلى جامعة القاهرة بعد فحص ابتدائي وحفظت في الجامعة حتى عام 1988 . اعتقد «لاور» انه قد عثر على مومياء زوسر. ولكن بالفحص الدقيق الذي تم بعد ذلك تبين أنها من عدة موميات لأناس آخرين. وعين تاريخ تلك البقايا بواسطة طريقة الكربون-14 (تأريخ بالكربون المشع) واتضح انها لأناس من عهد البطالمة (أي أنها ليست من عهد زوسر نحو 2650 قبل الميلاد وإنما منذ نحو 200 سنة فقط قبل الميلاد).
واستمر لاور مكرساً حياته في استكشاف هرم زوسر  والمدينة الجنائزية في سقارة حتى نهاية عمره في عام 2001 . وبمعاونة لاور فقد تمكن من استعادة تشكيل بعض أجزاء الجدار المحيط بفناء الهرم والمباني الأخرى التابعة.
وقد عثرت مجموعة من علماء الأثار من لتوانيا في عام 2001 على عدة أنفاق في مجمع الهرم، لم تكن معروفة من قبل.

## بناء الهرم المدرج ومجمعه

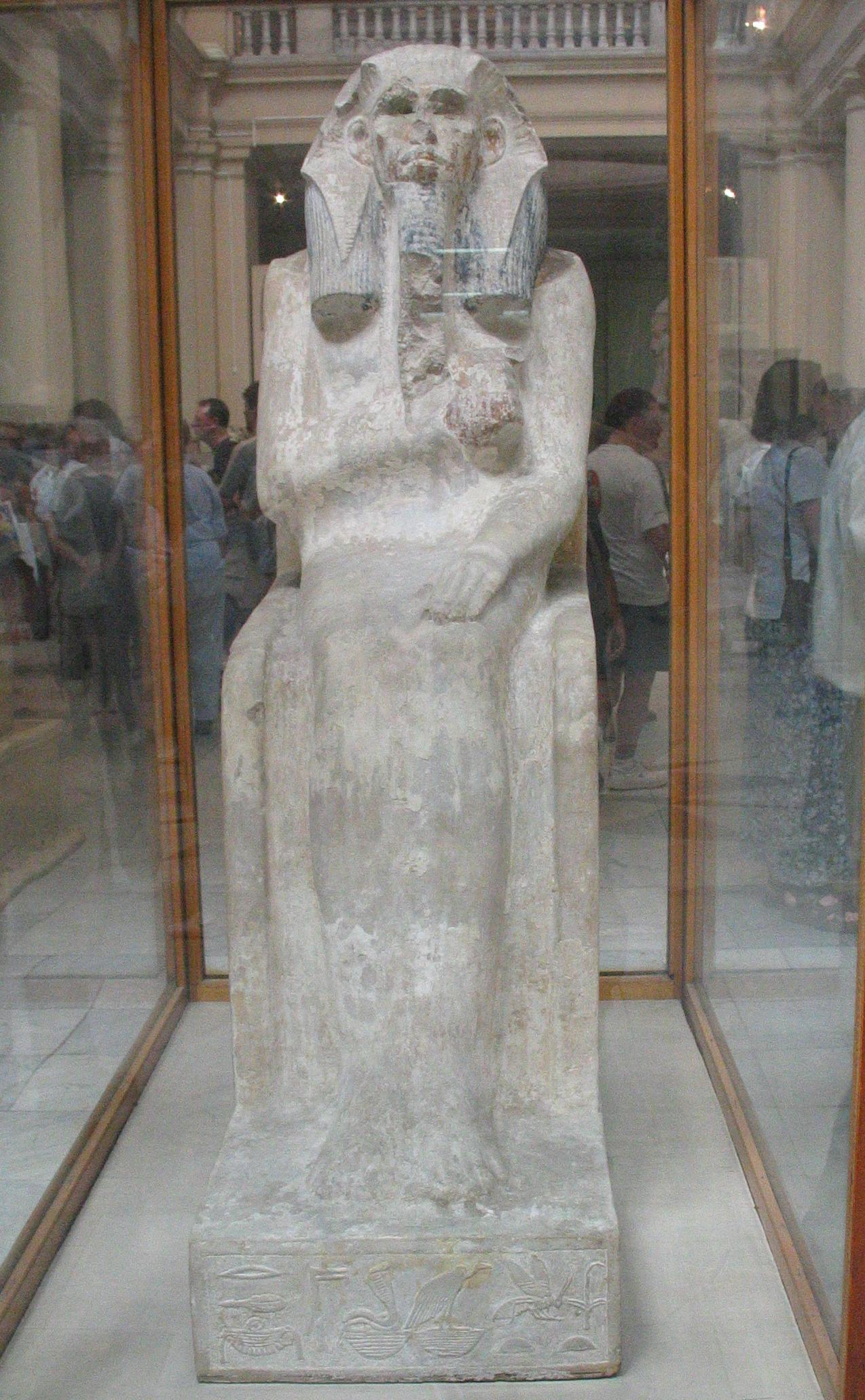
التمثال الأصلي لزوسر وجد في السرداب ، وهو معروض في المتحف المصري في القاهرة.

كان زوسر يتخذ منذ توليه عرش مصر لقب اسم حورس «نيثري خت» أي الجسد المقدس؛ وأمر كبير كهنة هليوبوليس أمحتب بتصميم وتشييد مقبرة كبيرة له. كان من ألقاب أمحتب «إري بات» بمعنى «عضو النخباء» وكبير الكهنة ورئيس المثالين ومدير أعمال البناء.

### الأوضاع في زمن بناء الهرم
وأقام زوسر خلال فترة حكمه التي استمرت 19 سنة (بين 2665–2645 قبل الميلاد) صرحا بنائيا كبيرا لم يبنى مثله من قبل، حيث كانت الأوضاع السياسية مستقرة، وكان عصره عصر تقدم في العلوم الهندسية والطبية ورخاء للشعب.
واختار زوسر المدينة الجنائزية في سقارة لإنشاء مقبرته. وكان مكان مجمع الهرم بالقرب من مقابر فراعنة الأسرة الثانية: حتب سخم وى أو رع نب و«ني نيثر»؛ وبالقرب منها قبور جسر المدير ومصاطب عهد الأسرة الأولى. وكان المجمع ليس خاليا تماما فقد وجدت فيه قبور قديمة تعرف بالقبور السلمية في منطقة المجمع الشمالية.

### تطور البناء الهرمي المدرج من المصاطب
ولم ينشأ مجمع الهرم على مرة واحدة وإنما أدخلت فيه طرق بنائية وجنائزية مختلفة من جنوب مصر وشمالها. فكان المجمع ذروة البنايات في ذلك العهد حيث طور قبور فراعنة الأسرتين الأولى والثانية التي كان بعضها يوجد في أبيدوس في جنوب البلاد.
يمثل الهرم المدرج وما يجاوره من مباني اندماج بين بنية قبر وبنايات
الوادي. وطور تصميم مقابر سقارة من عهد الاسرة الثانية والتي كانت في هيئة أروقة تحت الأرض ومغطاة بالأحجار فبني منها العديد من الاروقة في مجمع هرم زوسر.
يتخذ الهرم نفسه شكلا مطورا «للتل الأولي» الذي يدخل في المعتقدات الدينية لقدماء المصريين، مثلما اتـُخذ شكل التل أيضا في بناء مصاطب سقارة. فمثلا نجد في مصطبة إس 3507 في سقارة مقبرة في شكل تل، وفي المصطبة إس 3038 شكل تل مدرج من الأحجار. ويعتقد العلماء أن المصطبة المدرجة إس 3038 التي بناها الفرعون دن هي النموذج الذي أختاره زوسر لهرمه، مع الفرق الكبير في الحجم والارتفاع.

## الهرم المدرّج

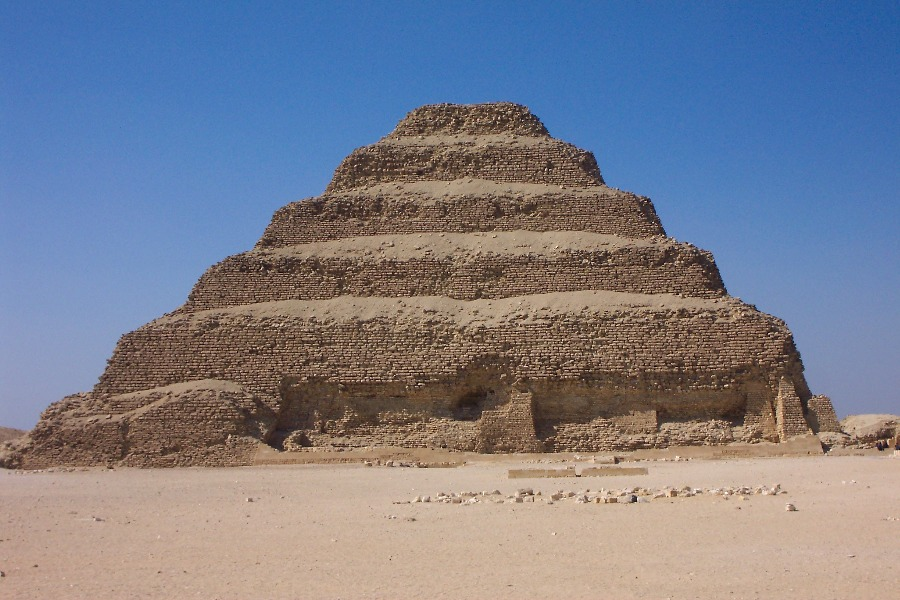
الناحية الجنوبية للهرم المدرج. وفي الأسفل تظهر أجزاء من المصطبة الأصلية

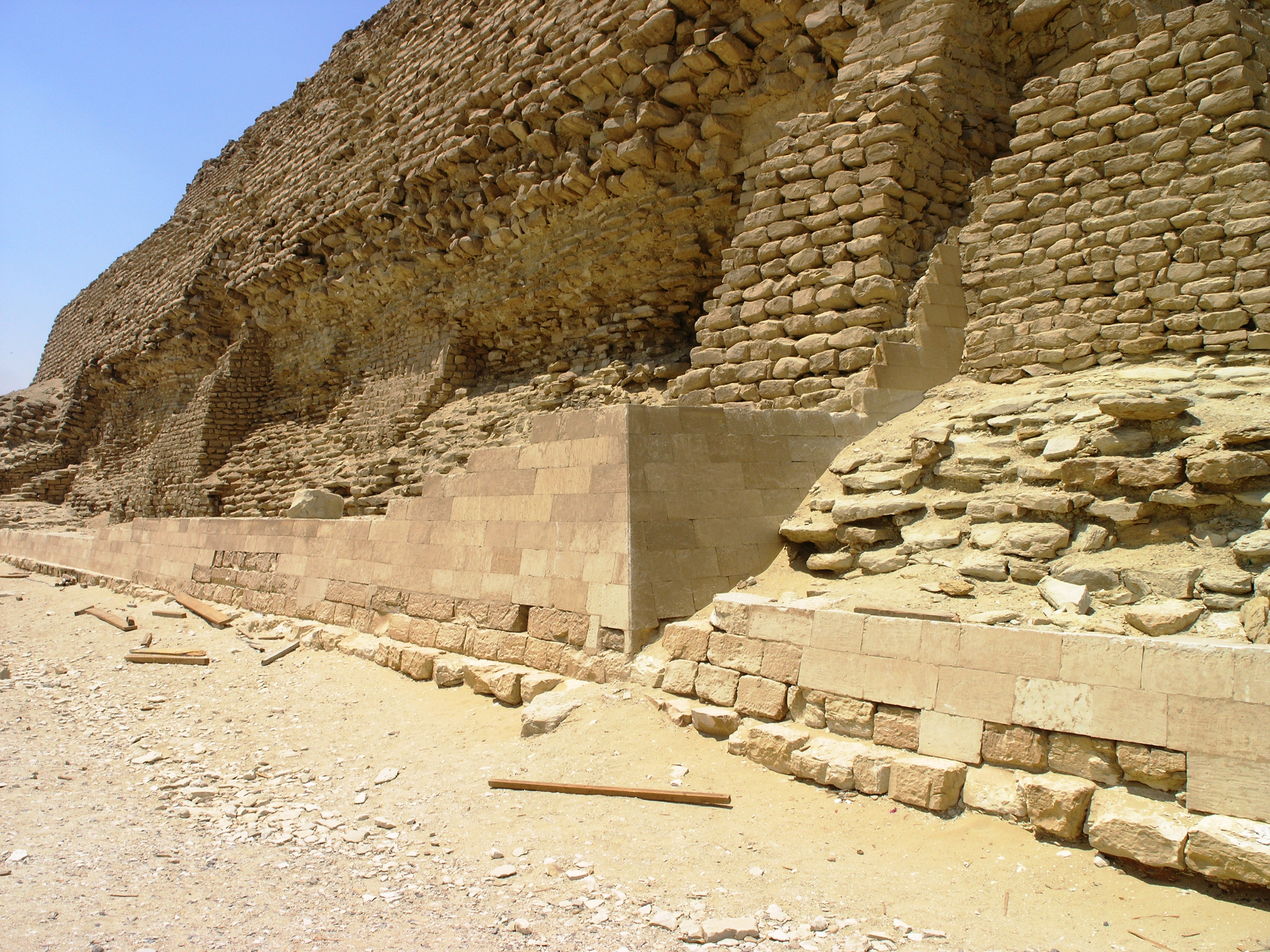
الركن الشرقي الجنوبي للهرم المدرج. ويظهر جزء من أحجار التلبيسة الخارجية معاد تركيبها.

يحيط بالهرم المدرج ساحة كبيرة محدودة بجدار من عهد زوسر. ولم يصمم إمحتب المقبرة على أن تكون هرما في الأصل ولكن كان يصممها على ان تكون مقبرة زوسر في شكل مصطبة مربعة عالية.

### تطوير المصطبة لتصبح هرما مدرّجا
طبقا للدراسات التي قام بها «دين فيليب لاور» فقد بني ما فوق المصطبة الأولى على خمس مراحل، أي أن الهرم عند اكتماله تكون من ستة مصاطب فوق بعضها البعض . تظهر مراحل البناء على الناحيتين الجنوبية والشرقية وما تتبعها من توسعات. وبعد اكتمال المصاطب الستة وصل ارتفاع الهرم المدرج 62 متر، حيث تتكون قاعدته من مصطبة مستطيلة تبلغ طول أضلاعها 121 متر * 109 متر.
مراحل البناء كانت كالآتي:
- مصطبة M1: بنيت أولا مصطبة مربعة يبلغ طول ضلعها 63 متر وارتفاعها 8 متر. وهي تختلف عن ما كانت تبنى عليه المصاطب من قبل، حيث كانت المصاطب تبنى قبل ذلك في شكل مستطيل، وغير ذلك ان مصطبة زوسر كانت هي أول مصطبة تبنى كلها من الأحجار الجيرية. وغلفت المصطبة M1 من الخارج من أحجار حجرية ملساء.وكان الجزء السفلي للمصطبة عبارة عن جزء من الأرضية الصخرية وشكل ليناسب شكل المصطبة.وبني الدهليز إلى حجرة الملك في داخل المصطبة.
- مصطبة M2: في المرحلة الثانية للبناء وسع ضلع المصطبة إلى 71 ونصف متر. ووصل ارتفاع الزيادة التي تمت إلى نحو 7 أمتار فقط، بحيث ظهر شكل مدرج. خلال تلك المرحلة بنيت 11 من الأبوهة في الجهة الشرقية للمصطبة.
- مصطبة M3: في المرحلة الثالثة للبناء وسعت المصطبة من جهتها الشرقية إلى 79 ونصف متر بحيث غطيت دهاليز الجزء الشرقي، الذي أصبح مغطى ببناء ارتفاعه 5 أمتار.
- الهرم P1: خلال المرحلة الرابعة للبناء تحول بناء المصطبة إلى هرم ذو ثلاثة مدرجات، يبغ ضلعيه 85.5 متر * 77 متر.

كان جسم الهرم يبنى من احجار كبيرة وتغطى من الخارج بطبقة من أحجار مسواة بعناية. وكانت أحجار التغطية تبنى بحيث تكون مائلة إلى الداخل بزاوية نحو 17° حتى تكون متماسكة ومستقرة. وخلال تلك المرحلة لم يزد ارتفاع البناء عن الارتفاع الأول للمصطبة.
- الهرم P1': خلال المرحلة الخامسة للبناء تمت تغطية الهرم الصغير ليصبح هرما ذو خمسة أو ستة مصاطب وتبلغ قاعدته 119 متر في 107 متر. ومع تلك التوسعة أصبح المدخل الأصلي مغطى وبني مدخل آخر في الأرض على الناحية الشمالية، وبنى عليها أيضا معبد جنائزي فوق الأرض. خلال تلك المرحلة أستخدمت أحجار أكثر حجما عما قبل. وكانت المصطبة الأولى تكمل قبل القيام بزيادة البناء.
- الهرم P2: في المرحلة السادسة والأخيرة للبناء وسع الهرم مرة أخرى حتى أصبح ضلعيه 121 متر * 109 متر (وهو ما يعادل 231 * 208 ذراع ملكي قديم). واصبح الهرم ذو 6 مدرجات ووصل ارتفاعه 62.5 متر. وشكلت الدرجة السادسة بحيث تكون مقوسة بعض الشيء بحيث تظهر مع الهرم في شكل مستوي.[14]

يعتقد باحث الآثار «لاور» أن طبقات تغطية المرحلتين P1 وP2 قد تمت بعد الانتهاء من كل طبقة. وبناء على ذلك يستخلص أن الهرم P1 كان قد اكتمل بنائه قبل بدأ التوسعة لبناء الهرم P2 . كما يتمثل رأي الباحث الألماني «ستادلمان» بأن الأحجار الخارجية للهرم لم تكن مسواة. وعلاوة على ذلك فقد بينت حفريات في الناحية الشمالية الغربية للهرم أجريت في عام 2007 عدم وجود بقايا أحجار تغطية خارجية.
|                     | مصطبة M1    | مصطبة M2        | مصطبة M3        | الهرم P1              | الهرم P1'             | الهرم P2        |
| ------------------- | ----------- | --------------- | --------------- | --------------------- | --------------------- | --------------- |
|                     |             |                 |                 |                       |                       |                 |
| مقاييس القاعدة      | 63 m × 63 m | 71,5 m × 71,5 m | 79,5 m × 71,5 m | 85,5 m × 77 m         | 119 m × 107 m         | 121 m × 109 m   |
| ارتفاع              | 8 m         | 8 m, 7 m        | 8 m, 7 m, 5 m   | 42 m                  | 60 m                  | 62 m            |
| طريقة البناء        | طبقات أفقية | طبقات أفقية     | طبقات أفقية     | طبقات مائلة 17°       | طبقات مائلة 17°       | طبقات مائلة 17° |
| ارتفاع أحجار البناء | 0,30 متر    | 0,30 متر        | 0,30 متر        | 0,38 متر              | 0,52 متر              | 0,52 متر        |
| عدد المدرّجات        | –           | –               | –               | 4                     | 4-6 ?                 | 6               |
| ملاحظات             | –           | –               | –               | اكتمال المصطبة الأولى | إكتمال المصطبة الأولى | اكتمال الهرم    |

## المظهر الخارجي الحالي

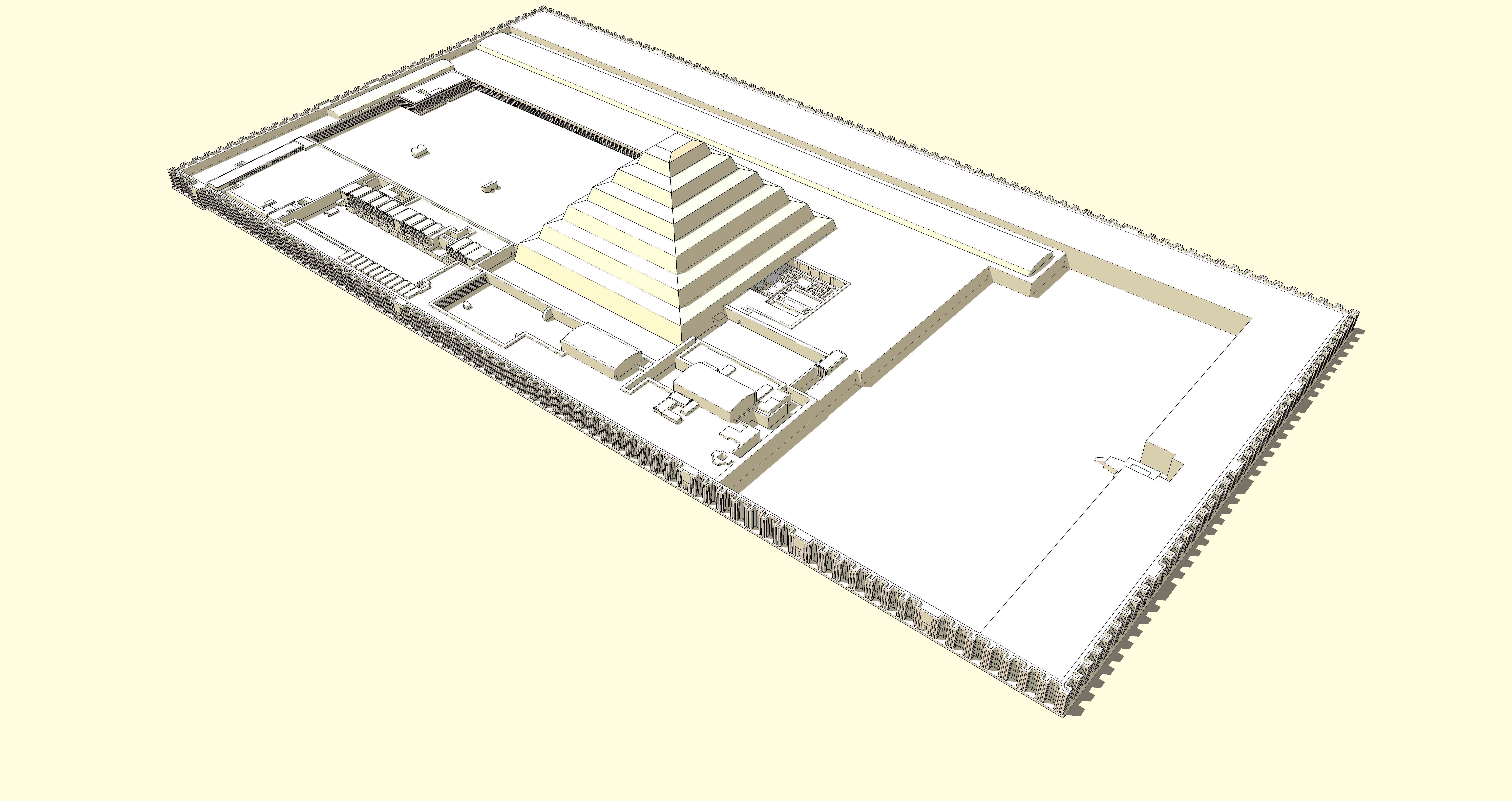
نموذج مجمع هرم زوسر (كما يرى من الشمال الشرقي).

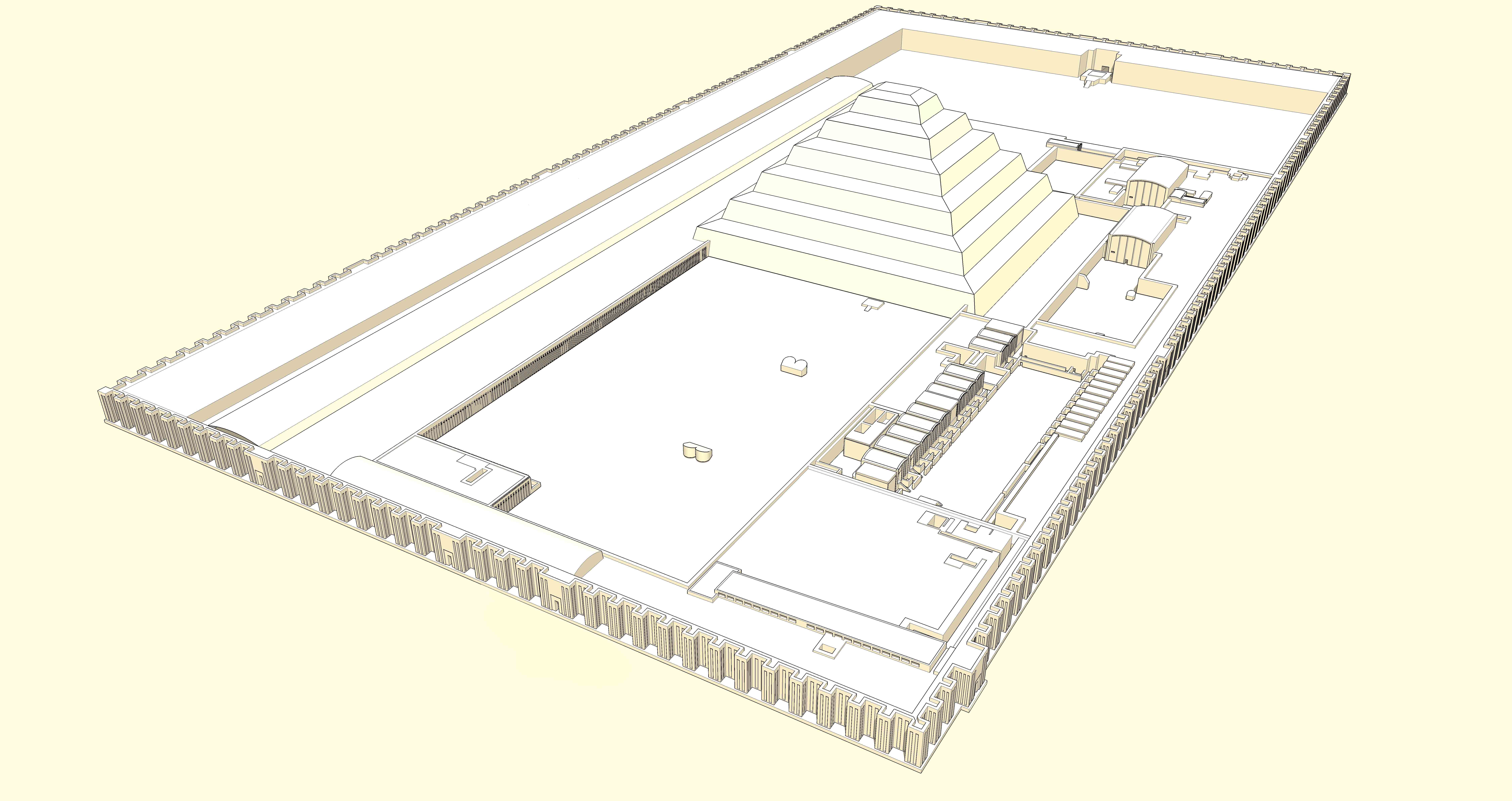
نموذج مجمع هرم زوسر (كما يرى من الجنوب الشرقي)

أغلب القشرة الخارجية للهرم قد اختفت، كما اختفت من البناء الرئيسي بعض الأجزاء الخارجية. ومن الواضح أنه كانت هناك مراحل مختلفة من البناء، يظهر أفضل شكل للهرم من الجانب الشرقي.
بعد الانتهاء من تشييد المرحلة الثالثة، بدأت عملية جعله هرما حقيقيا. وقداستخدمت أكثر من 200,000 طنِ من الحجارة لبناء المصطبتين الإضافيينِ اللتين وضعتا فوق الأربعة الموجودة، صانعة منه هرما ذو 6 مدرّجات. وتبدو إضافة وجه من الحجر الكلسي الأبيض على الجانب الشماليِ للهرمِ.
يعد الهرم المدرج من أهم الآثار الخالدة الباقية من المصريين القدماء، حيث أنه أول بناء يبنيه الإنسان بهذه الضخامة. وبنائه يدل على تمكن قدماء المصريين من تقنية تقطيع الحجارة في ذلك العهود القديمة منذ نحو 2650 سنة قبل الميلاد. علاوة على الهندسة المعمارية التي يلاحظ تطورها خلال مراحل البناء والتي قام بها إمحتب؛ وإدارة عمل تم على سنوات طويلة يحتاج إلى مجموعات عمال ذوي مهارات مختلفة، وإمدادهم وامداد عائلاتهم بالغذاء والمشرب، ليتفرغوا للعمل في البناء حتى وصل ارتفاع الهرم المدرج إلى 5و62 متر. منذ عام 1979 تعتبر اليونسكو مجمع هرم سقارة موقعا للتراث العالمي.
حاليا يظهر هرم سقارة على الأفق الغربي للمسافر بالسيارة عبر طريق الجيزة بني سويف الصحراوي الغربي.

### البنية التحتية للهرم المدرج

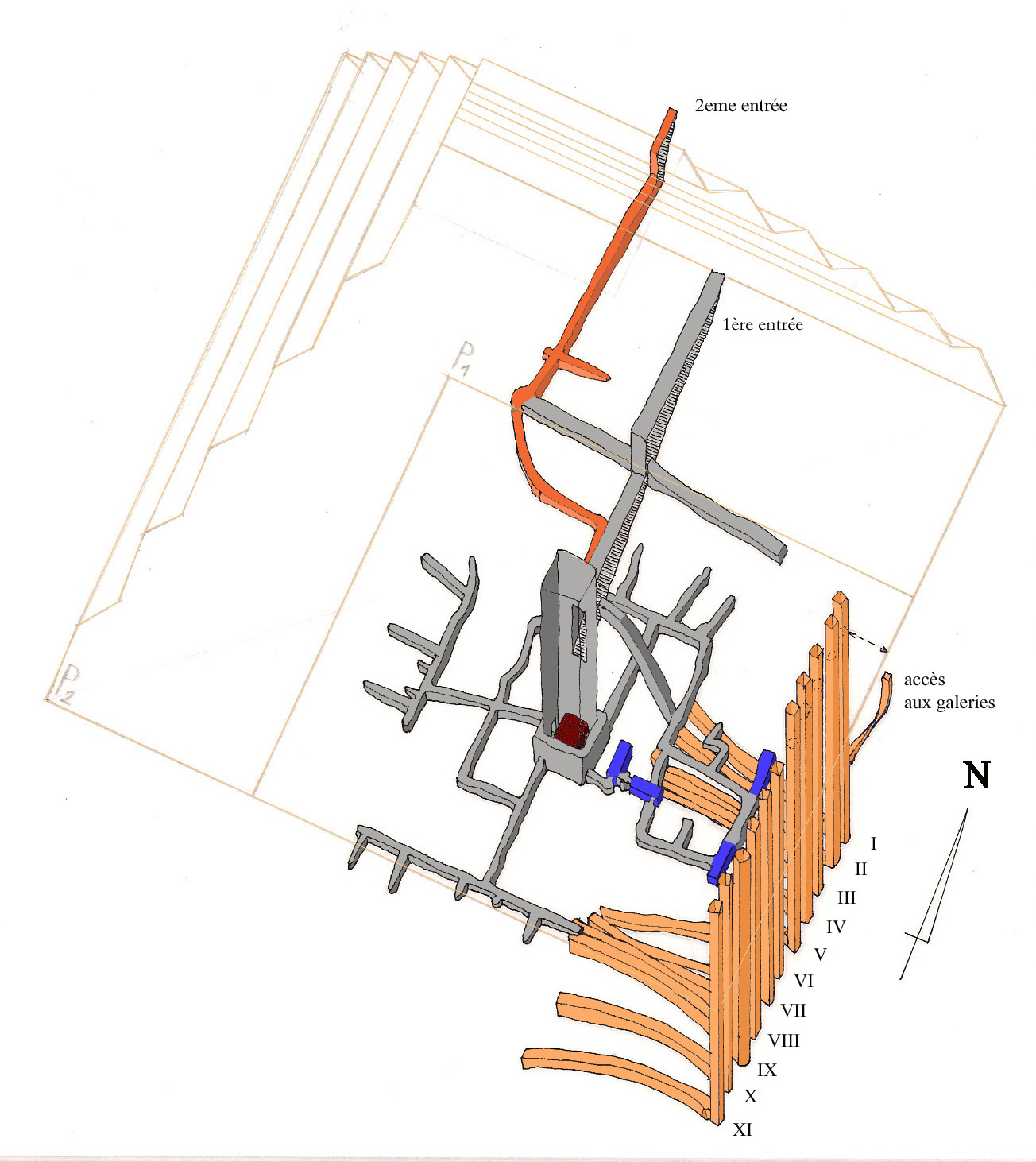
البنية التحتية لهرم زوسر المدرج
رمادي: مجمع المقبرة
احمر غامق: حجرة تابوت الملك
أزرق: حجرات مغطاة بالفاينس
أحمر فاتح: المدخل الثاني
برتقالي: 11 من الدهاليز تحت الأرض وآبارها.

بنيت حجرة الملك عند نهاية بئر بعمق 28 متر تحت الهرم بمقاس 7 متر * 7 متر. وهي تتكون من أحجار الجرانيت الأحمر ذات اسطح ملساء في أربع طبقات. تؤدي غرفة يسميها الباحثون «غرفة مناورة» إلى حجرة الملك عن طريق فتحة مستديرة يبلغ قطرها نحو 1 متر. ويغلق المدخل قطعة حجرية كبيرة من الجرانيت يبلغ وزنها نحو 5و3 طن، تنزل من غرفة المناورة بواسطة حبال. عثر على بقايا من الألبستر في شكل نجمي في حجرة الملك، يعتقد أنها كانت من غرفة المناورة التي كانت مزينة بما يشبهها . ويعتقد باحث الآثار «لاور» أن الحجرة الجرانيتية بنيت بدلا من حجرة دفن كانت قد بنيت خلال المرحلة الأولى للبناء.
وبعد حفر حجرة الدفن وغرفة المناورة في أسفل البئر بطنت حجرة الدفن وغرفة المناورة وسد البئر بأحجار ورمال ثم بأججار كبيرة من أعلاه. أخلي ما كان يملأ البئر من أنقاض خلال الأسرة السادسة والعشرين.
بنيت حول حجرة الملك مجموعات دهاليز من جميع النواحي على ابعاد مختلفة . وترتبط الدهاليز ببعضها البعض عن طريق ممرات . توجد في الدهليز الشرقي أربعة حجرات تغطي جدرانها قطع مستطيلة من فاينس أزرق وهي تشبه تلك الموجودة في المقبرة الجنوبية .
تفصل بين مساحات تزيينات الفاينس الأزرق براويز بارزة كاعمدة مشكلة في هيئة حصائر الخوص تشبه الستائر . الفاينس الأزرق الذي يغطي الجدران يوحي بمياه عالم الآخرة طبقا للمعتقدات الدينية لدى قدماء المصريين. كما توجد في الدهاليز ثلاثة لوحات منقوشة تبين صور لفرعون أثناء احتفال عيد سد وهي من الأعياد المصرية القديمة التي كانت تتكرر في بعض السنين . ويبدو مجمع الهرم كاملا - بعكس المقبرة الجنوبية التي تبدو كما لو كانت لم تستكمل.

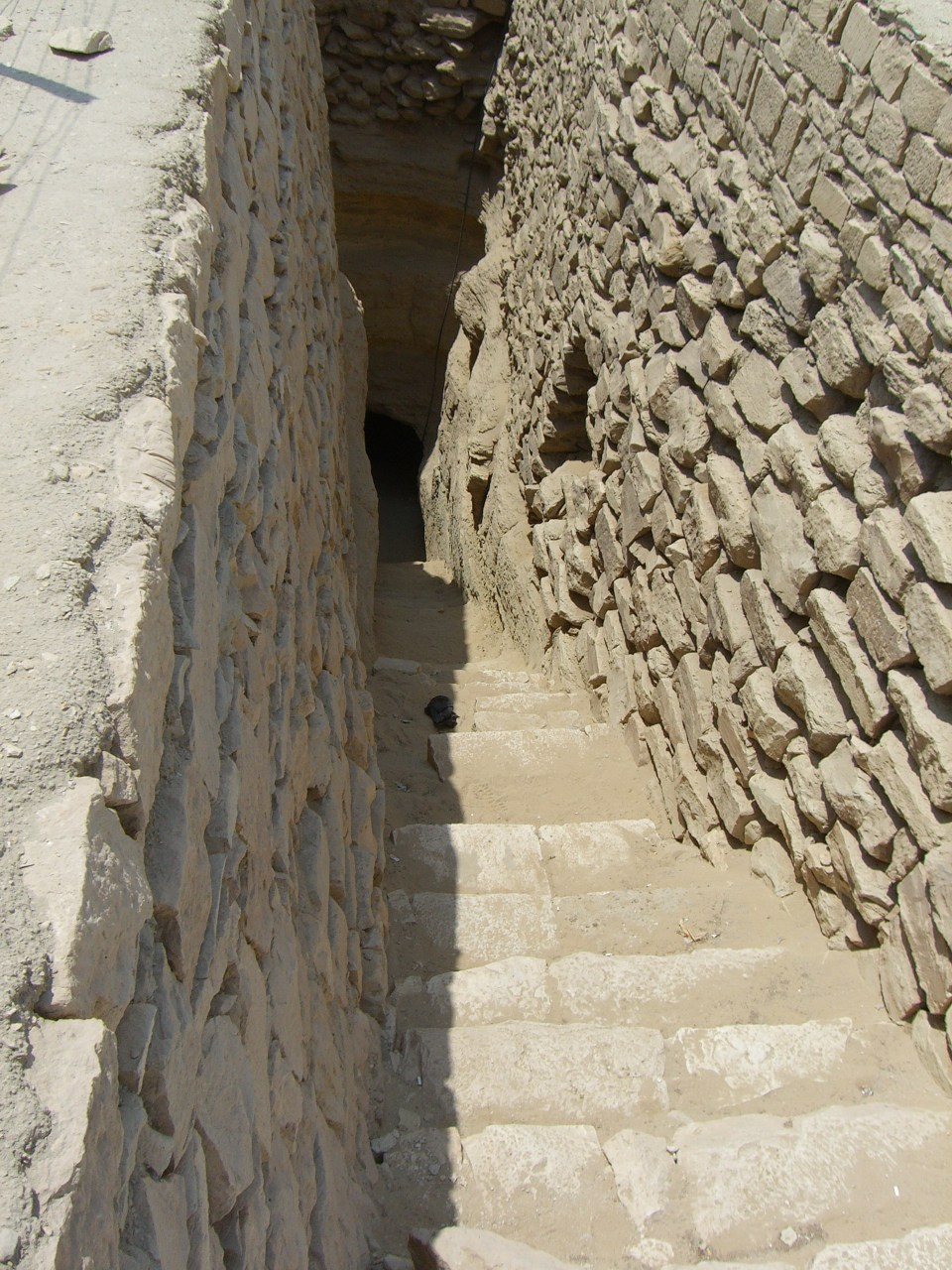
مدخل إلى البنية التحتية من المعبد الجنائزي
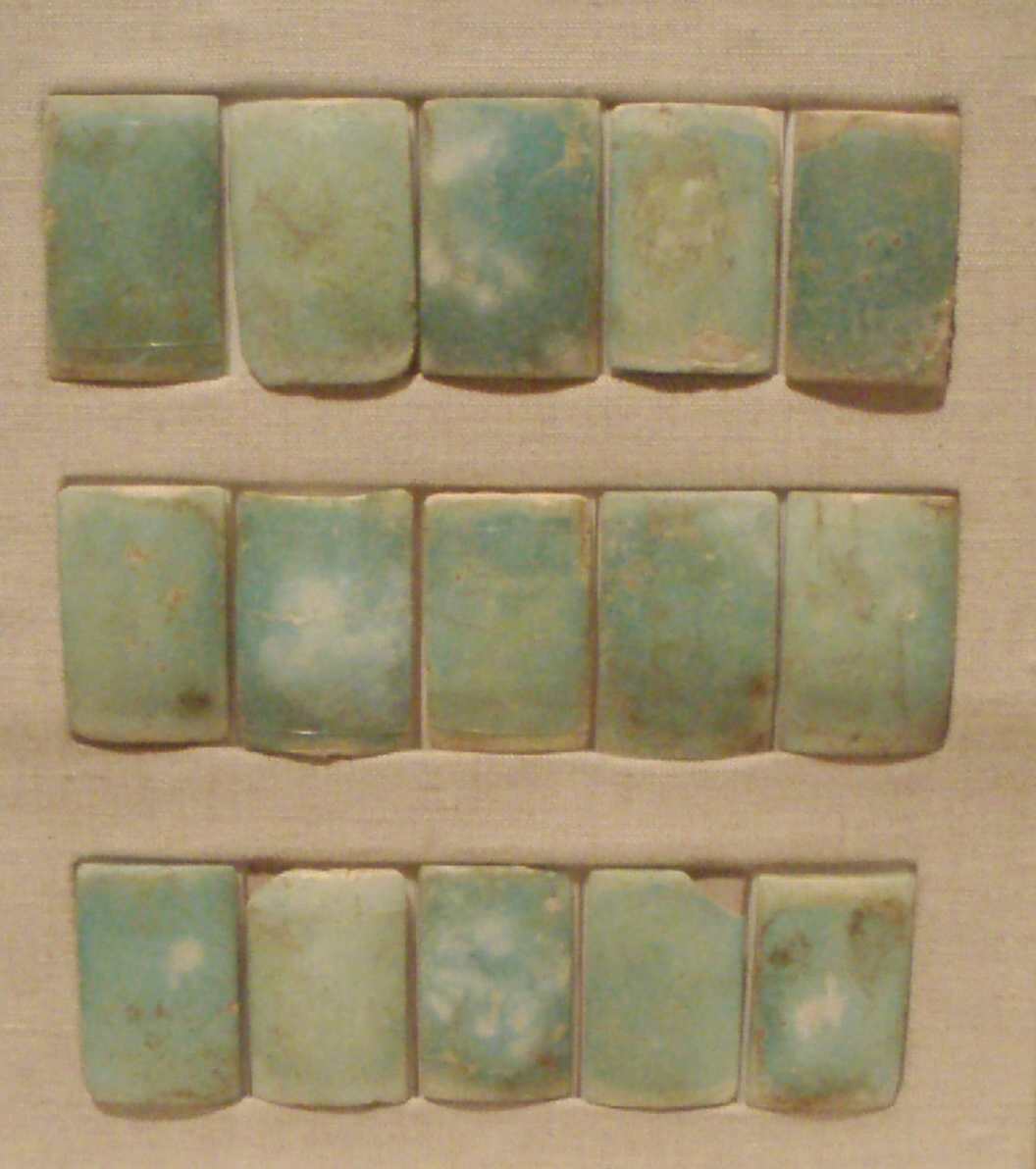
قطع فاينس أزرق من دهاليز هرم سقارة السفلى (بمتحف بوسطن للفنون الجميلة)
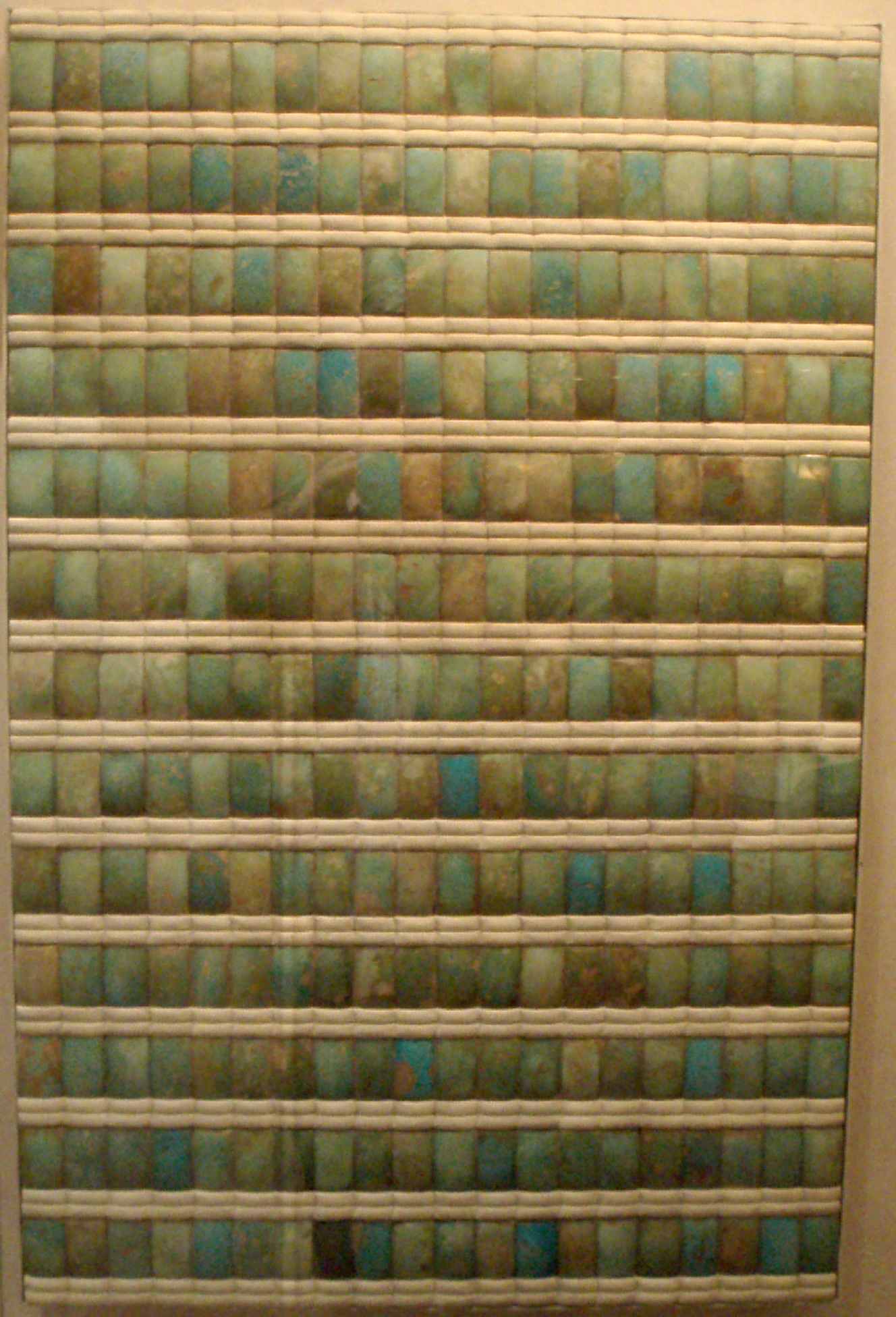
قطع فاينس أزرق من دهاليز هرم زوسر السفلية (بمتحف بوسطن للفنون الجميلة)
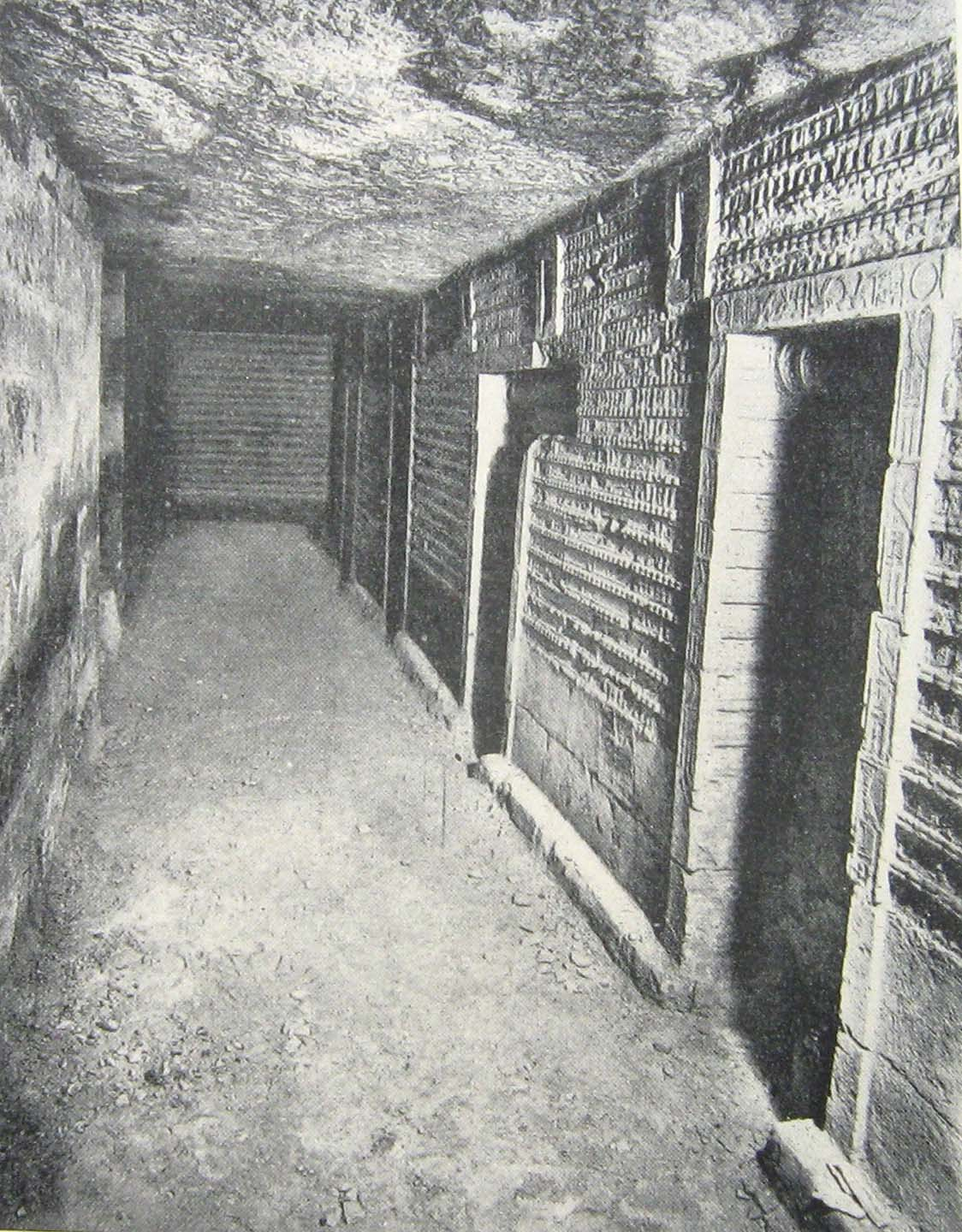
الغرف الزرقاء في المقبرة الجنوبية

غرفة دفن الملك مبنية من أحجار الجرانيت الأحمر المسواة في أربعة طبقات . أثناء عمليات تنقيب في الفترة من 1924-1926 تم العثور على تمثال الملك زوسر في غرفة الملك . كان التمثال مشوها ولكنه متماسك، وهو الآن معروض في متحف القاهرة.
توجد في مجمع هرم زوسر إلى جانب الهرم نفسه ساحات للاحتفال بعيد سد وما يلحقها من محاريب للعبادة وأماكن لتقديم القرابين، كما تحيط بالهرم العديد من الالأبوهة والدهاليز، بعضها تحت الأرض مثل المقبرة الجنوبية . الدهاليز تحت الأرض والحجرات متصلة ببعضها البعض بواسطة ممرات محقورة في الأرضية الصخرية على عمق 27 متر .

## مجمع هرم زوسر

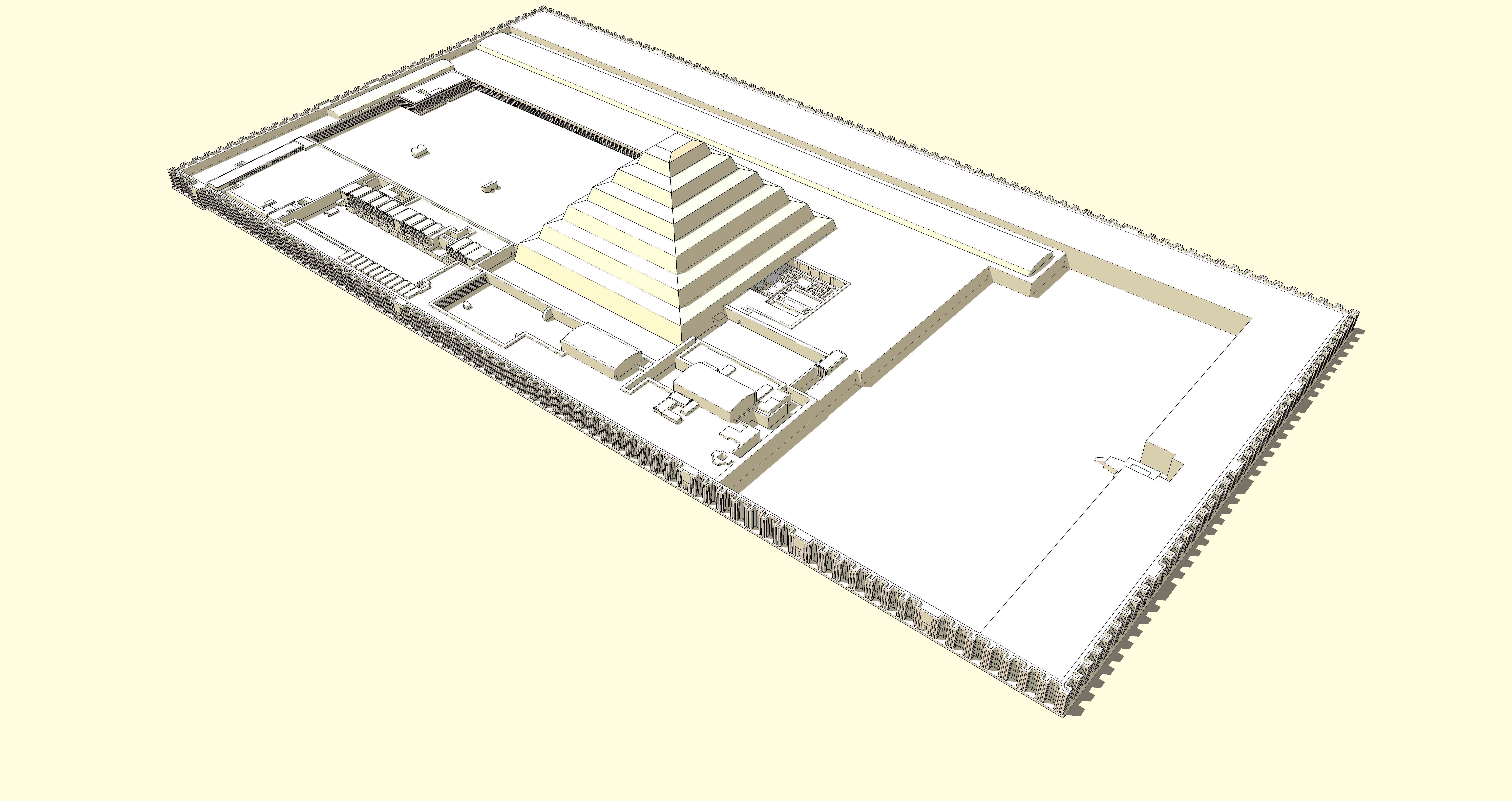
نموذج يوضح شكل مجمع هرم زوسر (كما يُرى من الشمال الشرقي)

مسحة مجمع هرم زوسر هي أكبر مجمع أهرامات في مصر . بعض المنشآت في المجمع تخص وظائف معينة في المراسيم والاحتفالات وبعضها كان له وظيفة بعد وفاة فرعون . البنيات الوظيفية تعطي فكرة عن مجريات الطقوس والاحتفالات التي كانت تقام فيها ويشارك فيها الملك، واما البنيات الأخرى فكانت لخدمة كا (روح) الملك في الحياة الآخرة . وكانت تعطى اهمية كبيرة لزينة العناصر الخارجية للمباني، وبعض البنيات المختفية عن الأنظار فلم تحظي بنفس العناية .
ومما يلفت النظر أن بعض الأشياء التي كانت تقابل في الحياة اليومية مثل سيقان الأشجار والنخيل واللوتس والحصير المجدل من الخوص كانت تنفذ في المعبد بنحتها على الحجارة من دون أن يكون لها استخدام وظيفي، فكانت تشكل نوعا من التزيين.
يرى المأرخون أن مجمع هرم زوسر قد تم بنائه على فترتين. فتوجد بقايا جدران كانت تحيط بساحة الهرم في الناحية الشمالية . ويبدو ان كانت المرحلة الأولى للبناء محدودة بالارتفاعات الأرضية الغربية .
في الجزء التالي نقوم بقديم وصف لبنيات مجمع هرم زوسر:
| أجزاء مجمع هرم سقارة | أجزاء مجمع هرم سقارة |
| -------------------- | --- |
|                      | 1. Pyramide 2. Tombe du sud 3. Chapelles de la fête-Sed 4. « Temple T » 5. La cour sud 6. Pavillon du sud 7. Pavillon du nord 8. Temple funéraire 9. Massif de l'ouest 10. Colonnade 11. Cour nord 12. Magasins du nord 13. Galeries du nord 14. Serdab 15. Autel nord |

الأجزاء:
| 1. الهرم 2. المقبرة الجنوبية 3. محاريب عيد سد 4. المعبد T 5. الساحة الجنوبية | 6. المقصورة الجنوبية 7. المقصورة الشمالية 8. المعبد الجنائزي 9. الأروقة الغربية 10. بهو الأعمدة | 11. الساحة الشمالية 12. المخازن الشمالية 13. الأروقة الشمالية 14. السرداب 15. المذبح الشمالي |  |

### الخندق الكبير

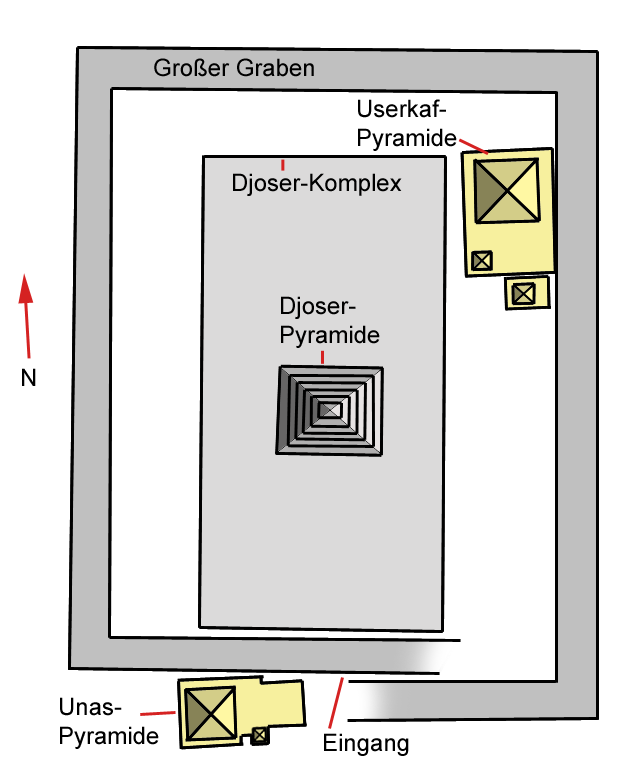
مجمع هرم زوسر ، وبنيت من بعده من الخارج هرمي أوسركاف وأوناس من الأسرة الخامسة.

يحيط بمجمع هرم زوسر خندق كبير يبلغ عرضه 40 متر . يصل طول الخندق من الشمال على الجنوب 750 متر، ولا يعرف مقدار عمقه حيث أجريت حتى الآن حفريات حتى عمق 5 متر فقط . ويعتقد ان مدخل المجمع كان بين نهايتي الخنق . وقد أثبتت مجموعة من علماء الأثار المصريين أن جدران الخندق الجنوبية كانت بها زوايا وأركان .
حاليا تغطي الرمال الخندق ولكن يمكن رؤى معالمه من الجو.
أقام الفرعون أوسركاف من الأسرة الخامسة مجمع هرمه بين الخندق والجدار المحيك بمجمع هرم زوسر على الناحية الشمالية الشرقية . كما أقام أوناس مجمع هرمه عند الناحية الغربية لمدخل مجمع هرم زوسر .

### الجدار

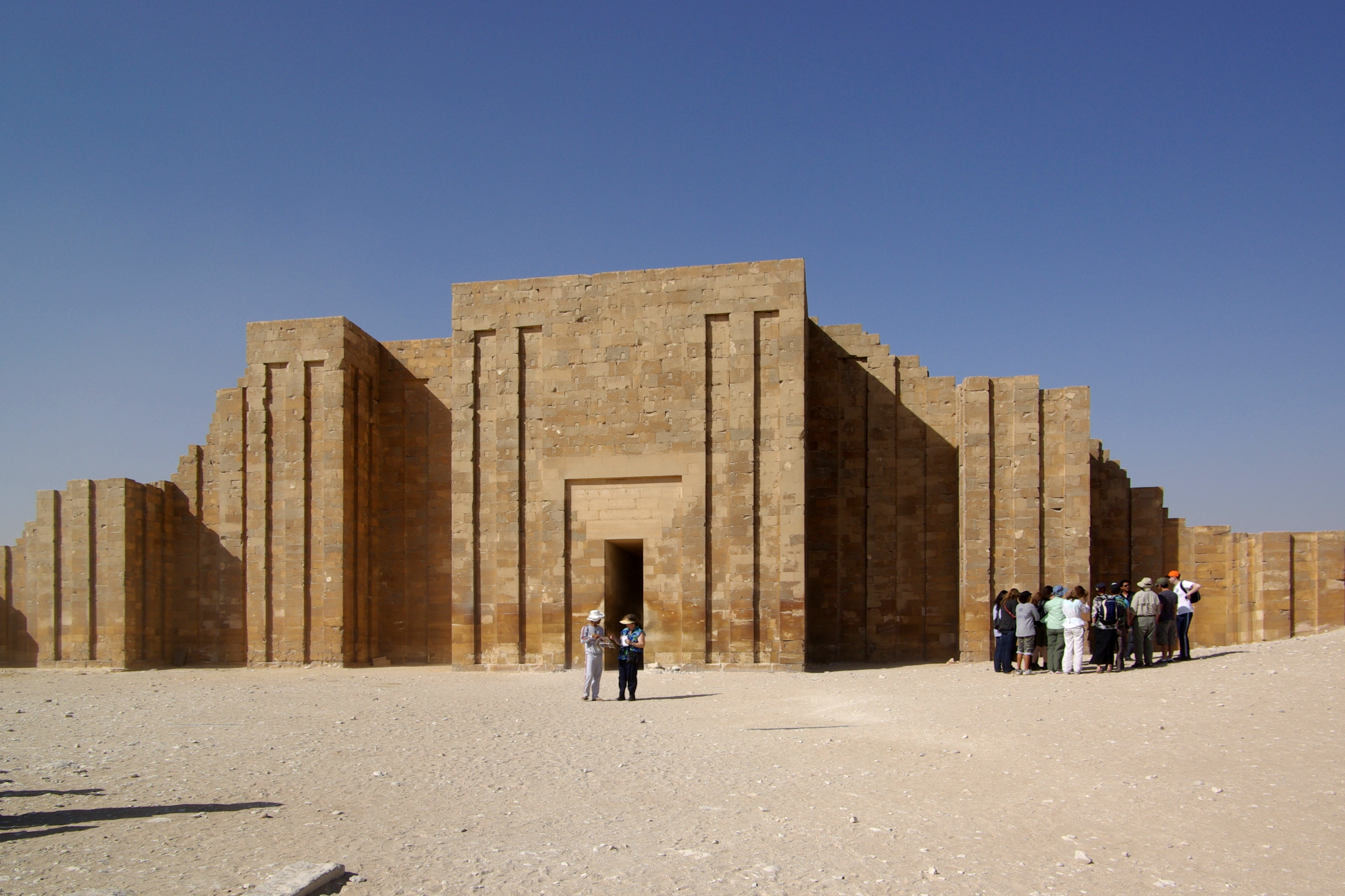
المدخل في الجدار من الشرق بعد إعادة بنائه.

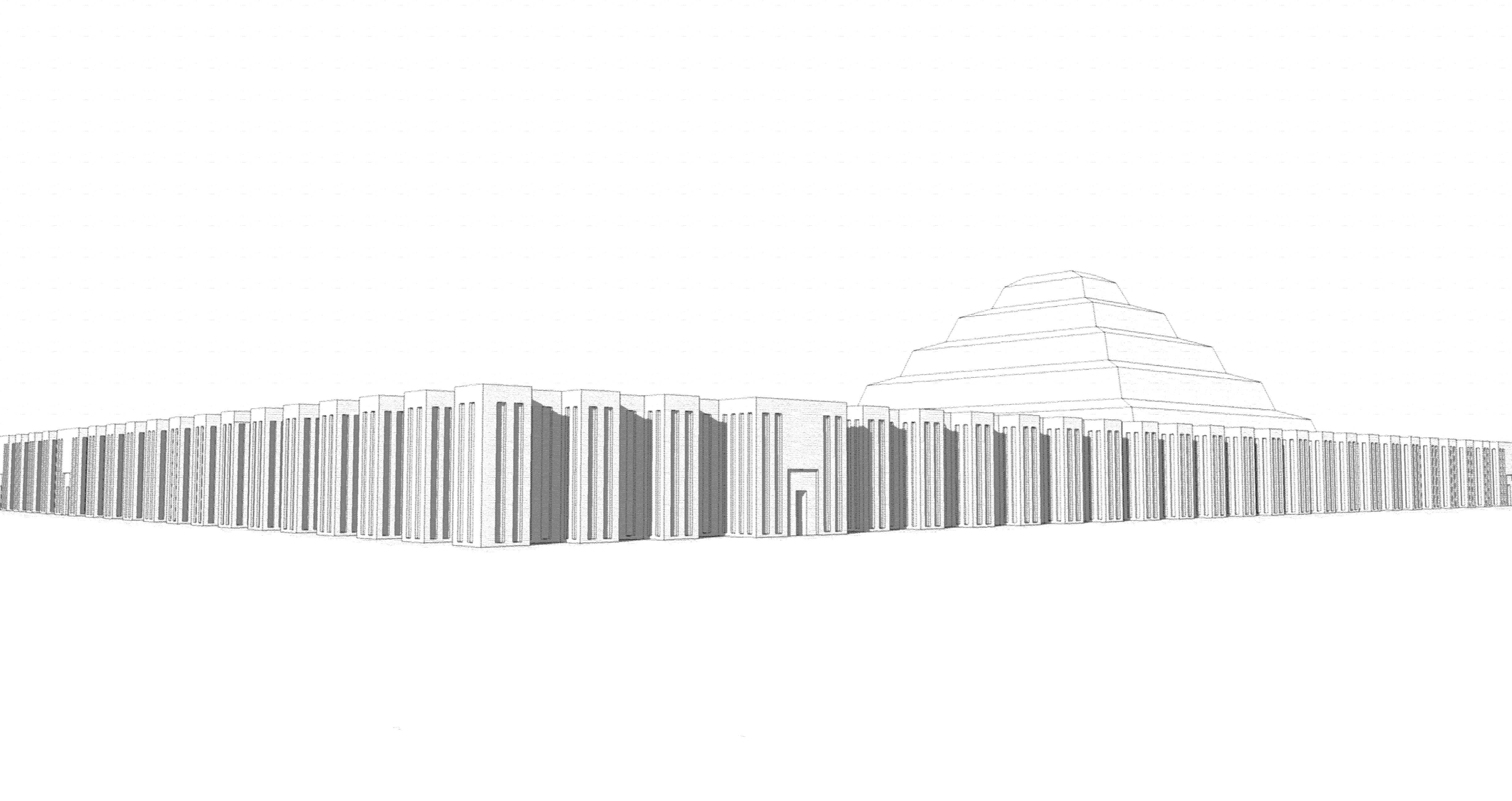
رسم يوضح منظر مجمع هرم زوسر في القديم

يحيط بمجمع هرم زوسر جدار طوله 1645 متر ويبلغ ارتفاعه 5و10 متر من الحجر الجيري في هيئة مدخل قصر فرعون؛ فكانت تحتوي زوايا في الجدار ولها 14 باب حجري . وكما كان متبعا في منطقة أبيدوس في جنوب البلاد بالنسبة لمدخل منطقة قبور فراعنة الاسرة الأولى والثانية حيث كان المدخل من الناحية الشرقية الجنوبية، فكان المدخل لمجمع هرم زوسر أيضا من الناحية الجدار الشرقية الجنوبية .
يحيط الجدار بمساحة تبلغ15 هكتار (نحو 30 فدان]] وهو ما يعادل مدينة كبيرة في ذلك العهد. ويبلغ طول المجمع في الاتجاه الشمالي-الجنوبي 545 متر ويبلغ عرضه في الاتجاه الشرقي-الغربي 278 متر .
يتكون الجدار من قلب من الأحجار الكبيرة ويغلفه من الخارج والداخل طبقة من الأحجار الجيرية الملساء، مصقولة بعناية. وكل أربعة امتار من الجدار يعلو فيه برج حجري . كما أن الأبراج المحيطة بالمدخل وما بها من بوابات زائفة عرضها أعرض من الأبراج الأخرى . على كل جانب من الجدار الشمالي والجنوبي توجد ثلاثة بوابات زائفة، وعل الناحية الغربية للجدار توجد أربعة أبواب زائفة، وأربعة أبواب زائفة للجدا على الماحية الشرقية؛ والمدخل الحقيقي يوجد علي الناحية الشرقية .
يعتقد باحث الآثار «لاور» ان تصميم جدار مجمع هرم زوسر كان مشابها لجدار القصر في العاصمة منف التي كانت تسمى «إنبو هج» (الجدران البيضاء).

### مدخل مجمع هرم زوسر

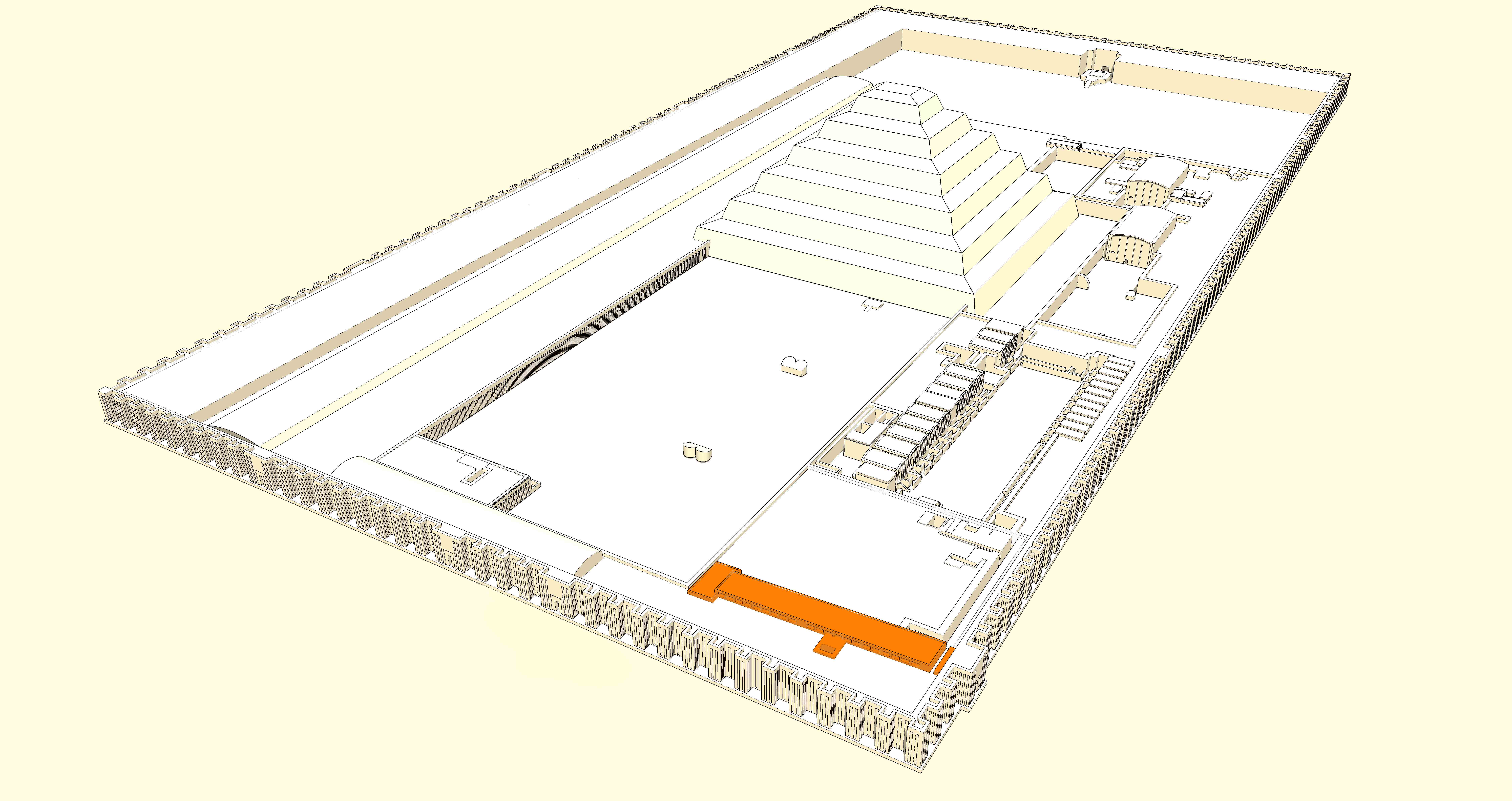
موقع المدخل وبهو الأعمدة (برتقالي)

يتكون مدخل المجمع من باب الدخول، وبهو اعمدة وبوابة تؤدي إلى الساحة الجنوبية.
يمتد بهو الأعمدة من الشرق إلى الغرب تقريبا، ويتكون من 20 زوج من الأعمدة الحجرية . يبلغ ارتفاع الأعمدة 6 أمتار ومكونة من أجزاء أسطوانية من الأحجار الجيرية . تستند الأعمدة إلى جدران من الحجر الجيري وبنيت منها حجرات مفتوحة بينها . الأعمدة مشكلة في هيئة حزم من سيقان النبات طولية؛ ويعتقد «لاور» أنها تمثل حزما من السيقان التي كان الفلاحون يبنون منها خمائل في غيطانهم، ويغطونها من أعلى بالعشب أو سعف النخيل، لتقيهم من الشمس .
ينقسم بهو الأعمدة بين زوجي الأعمدة 12 و13 إلى منطقتين مختلفتي الطول . كما توجد في الحوائط بين الأعمدة 24 من الزوايا المفتوحة (نيشات) يفسرها بعض البا حثين بأنها تمثل محاريب لمحفاظات مصر في عهد قدماء المصريين.
وفي الغرب ينتهي بهو الأعمدة ببوابة كبيرة تؤدي إلى الساحة الجنوبية، وهي تتكون من أربعة أعمدة أقصر . ولا تزال توجد على أعمدة البوابة آثار اللون الأحمر، التي كانت مطلية بها .
وجدت في حيز بهو الأعمدة بقايا تماثيل زوسر، تحمل من ضمن مخطوطاتها اسم حورس «نيثري خت» وكذلك اسم إمحتب، مما يؤكد أن إمحتب هو الذي قام بتصميم وبناء الهرم والمجمع.
أعاد باحث الآثار «فيليب لاور» تشكيل المدخل خلال السنوات 1946 حتى 1956 .

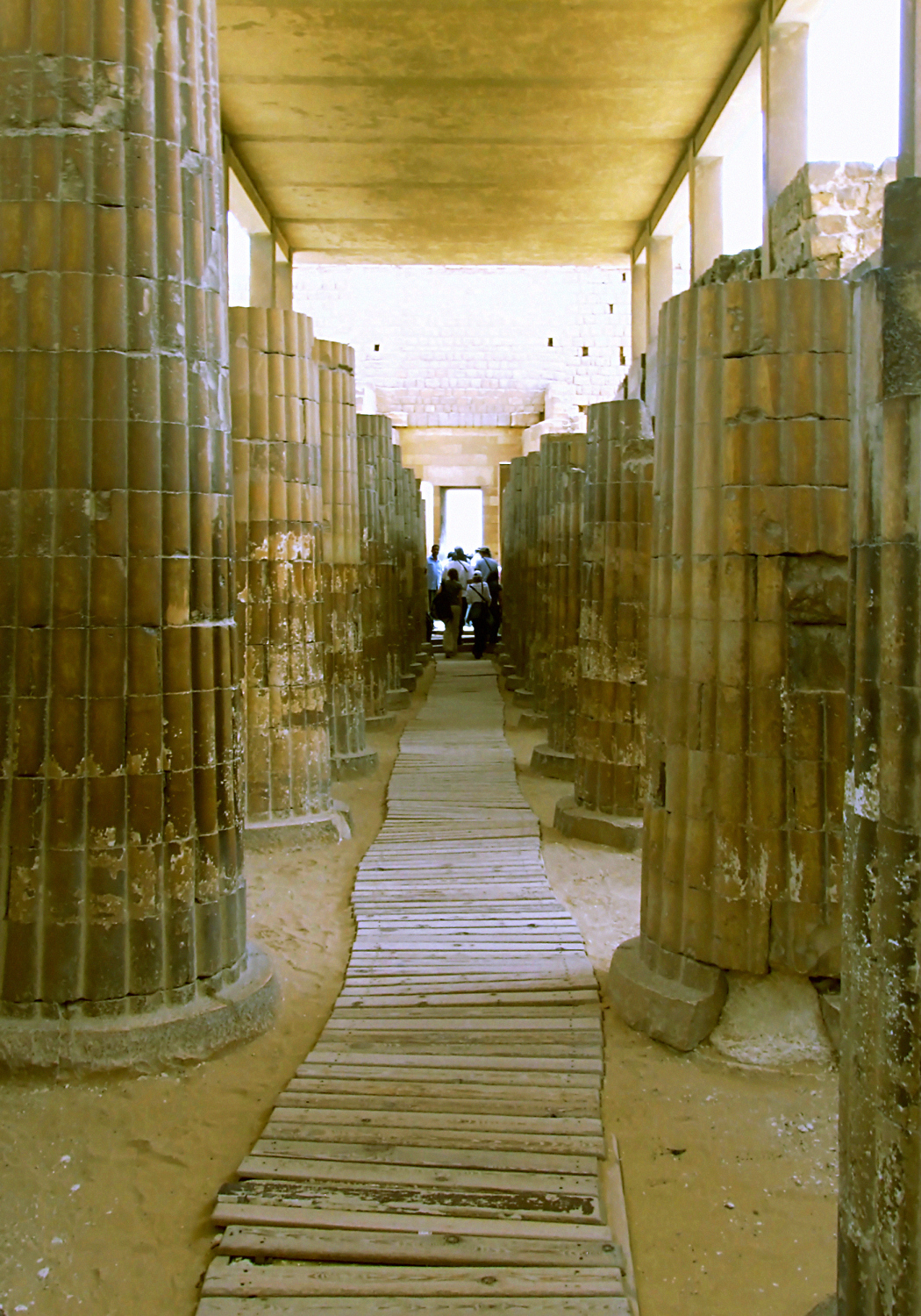
الأعمدة الحجرية في بهو الأعمدة
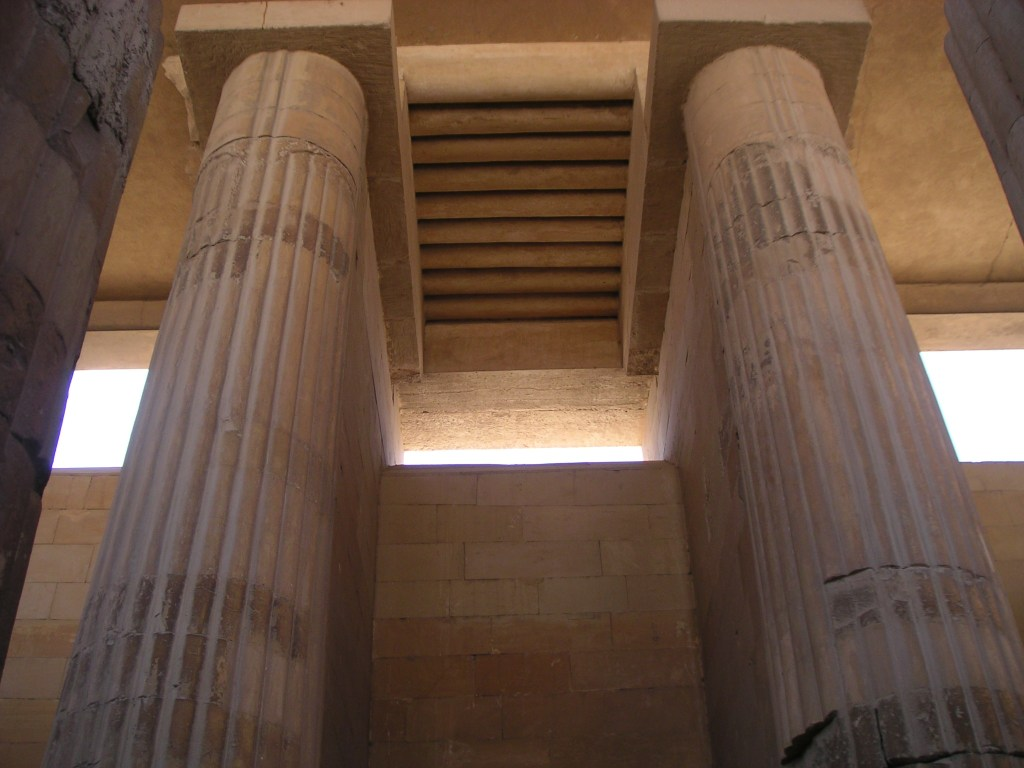
نيشات في بهو الاعمدة وجزء من السقف
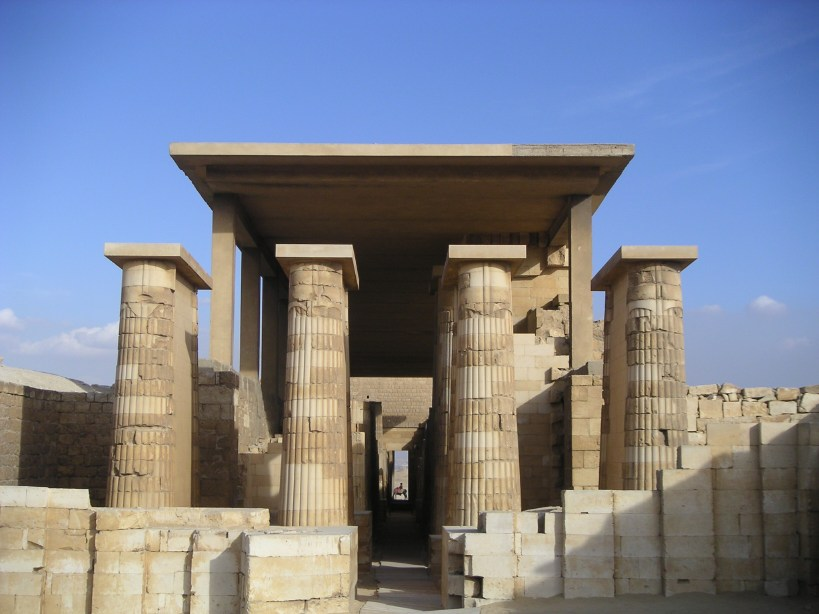
البوابة الغربية خلف بهو الاعمدة (كما ترى من الساحة الجنوبية)

### المقبرة الجنوبية

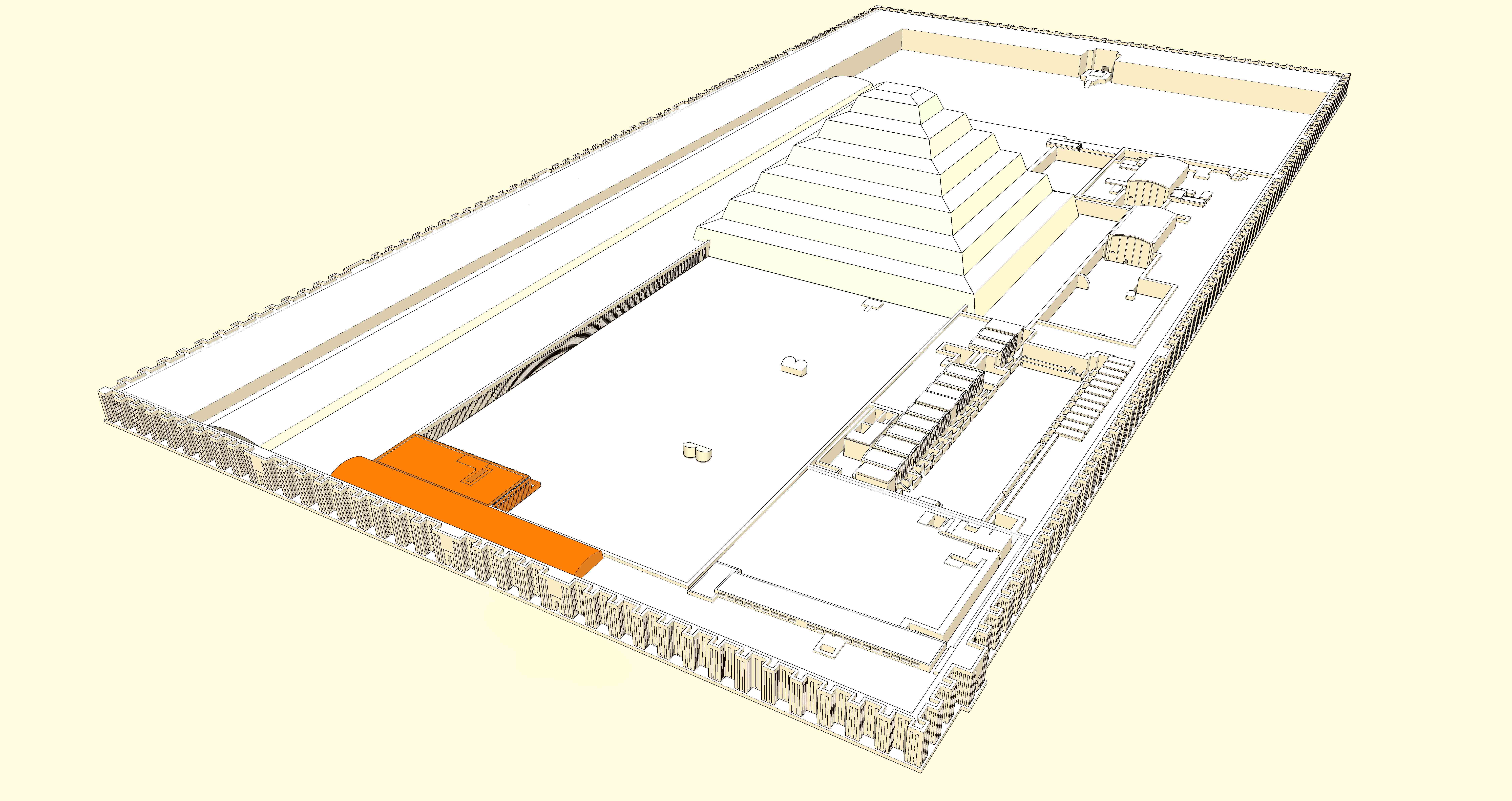
موقع المقبرة الجنوبية

تمثل المقبرة الجنوبية الموجودة في مجمع هرم زوسر أحد الألغاز التي تحير العلماء . تتكون المقبرة من بناء من الحجر الجيرى في شكل مستطيل يشبه المصطبة وهي توجد في الساحة الجنوبية للهرم . يتعامد عليها من ناحية الشمال الغربي محراب للعبادة، ينتهي عند الأروقة الغربية . تزين سقف المحراب من جهة مدخله أشكال رؤوس ثعبان الكوبرا.

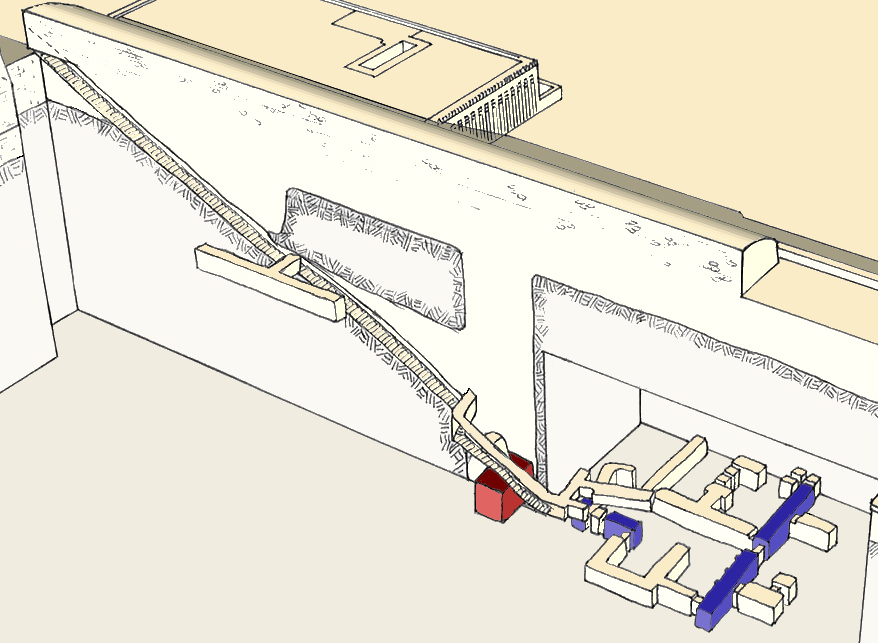
البنية التحتية في المقبرة الجنوبية
أحمر غامق: حجرة الدفن
أزرق: الأروقة الزرقاء.

تعتبر البنية السفلى للمقبرة الجنوبية نموذجا مصغرا للبنية التحتية لمقبرة الهرم، إلا أنها في اتجاه الشرق والغرب . للمقبرة مدخل يؤدي إلى ممر هابط ينتهي بحجرة الدفن المصنوعة من أحجار الجرانيت الأحمر، وتبدو كما لو كانت نسخة مصغرة لها . يبلغ طول الحجرة 6و1 متر . كما أن لها غرفة مناورة مثل المقبرة الأساسية في الهرم . يؤدي الممر الهابط أيضا إلى رواق يماثل الرواق في الهرم، وهو مزين مثله بقوالب فاينس زرقاء . كما توجد ثلاثة أبواب زائفة منقوش عليها فرعون أثناء احتفالات عيد سد .
لا تزال وظيفة المقبرة الجنوبية غير معروفة . وطبقا لآراء «فيرث» و«إيورث إدواردز» فقد تكون المقبرة مقبرة احطياتية، أو طبقا لآراء «ريكه» و«جكير» أن تكون مقبرة رمزية لـ كا الملك . كما من الممكن ان تكون المقبرة الجنوبية نوعا مبدئيا لما أنشيء من بعده من أهرامات للعبادة. ولا يعرف عما إذا كانت المقبرة الجنوبية قد استخدمت للدفن .

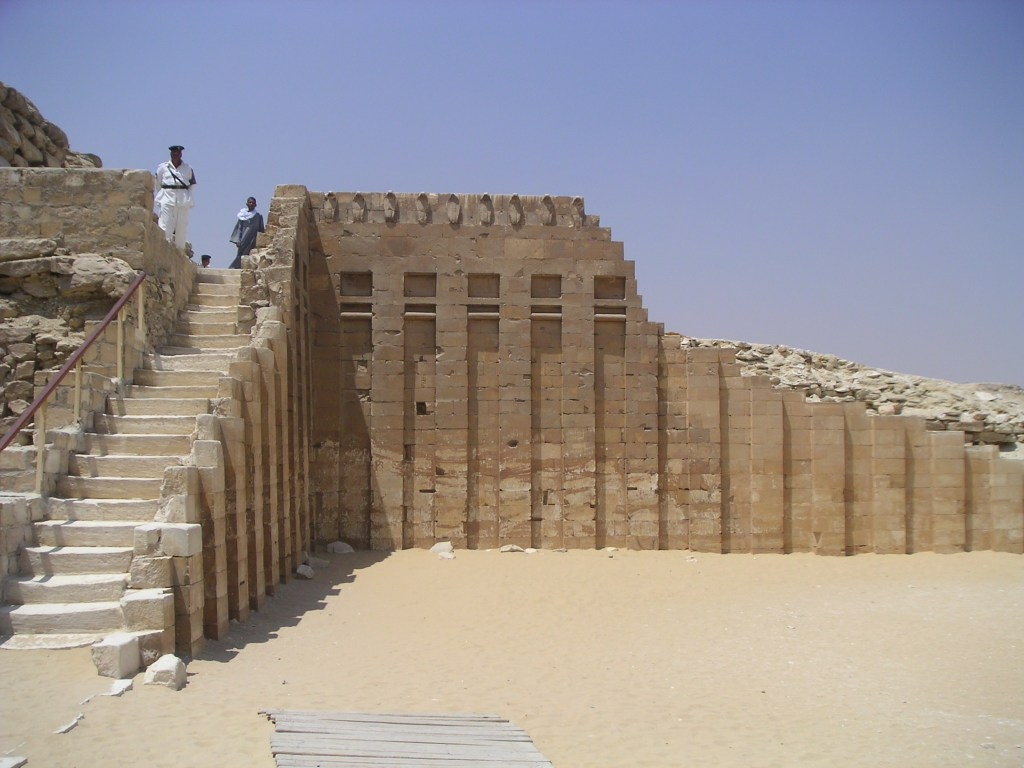
حائط نيشات لمحراب المقبرة الجنوبية
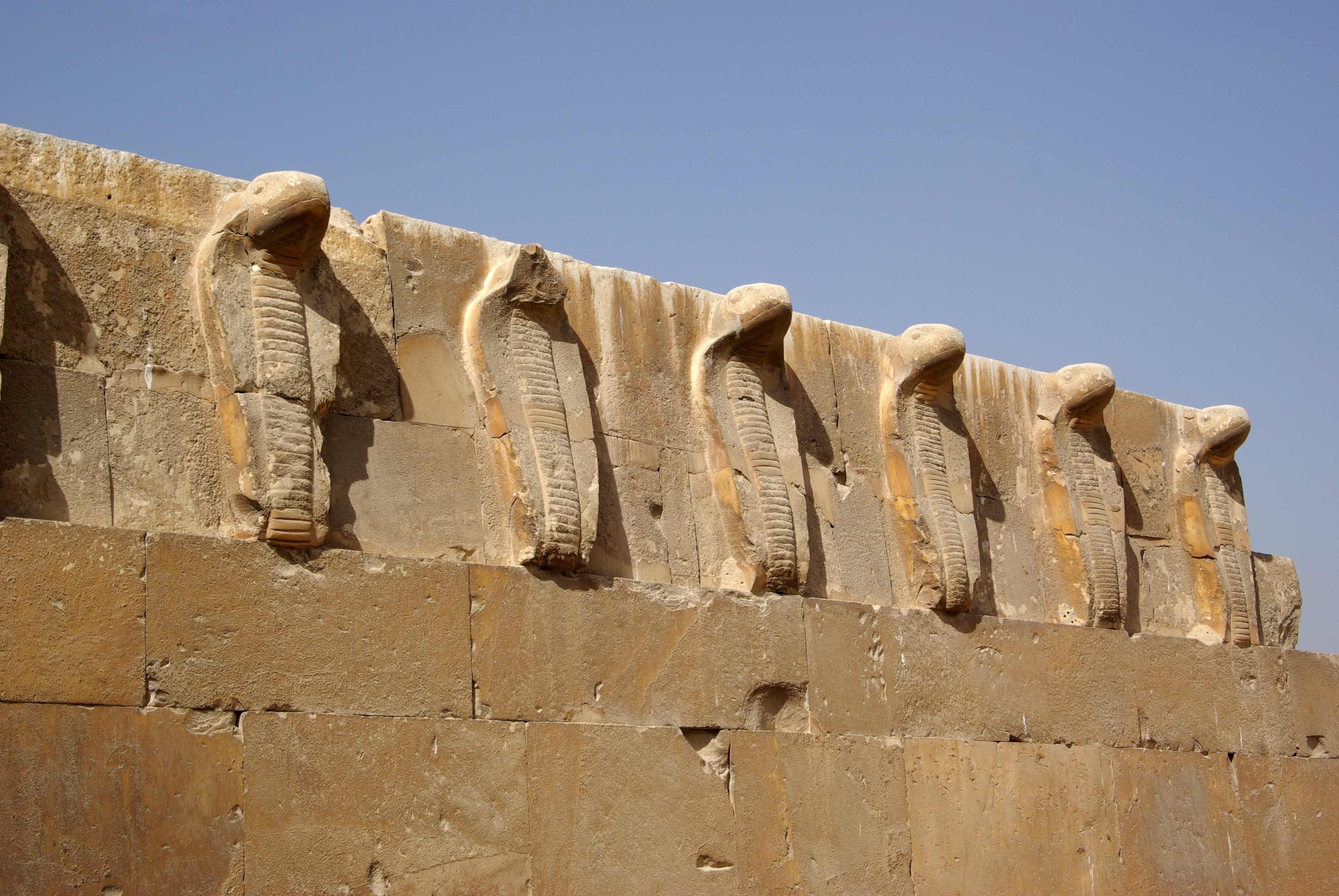
المقبرة الجنوبية ، تماثيل كوبرا تزين الواجهة
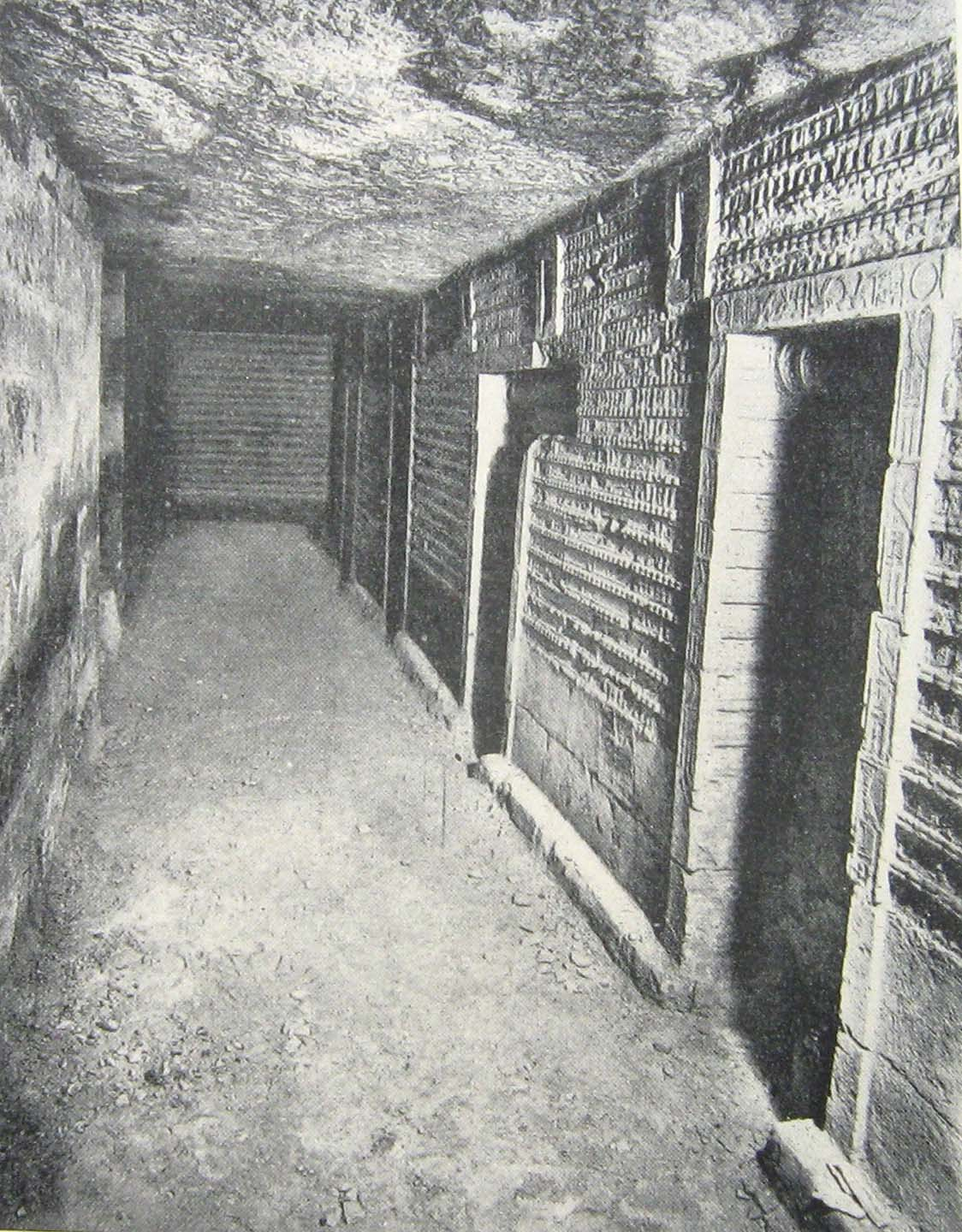
أروقة الفاينس الأزرق في المقبرة الجنوبية

### ساحة احتفالات عيد سد

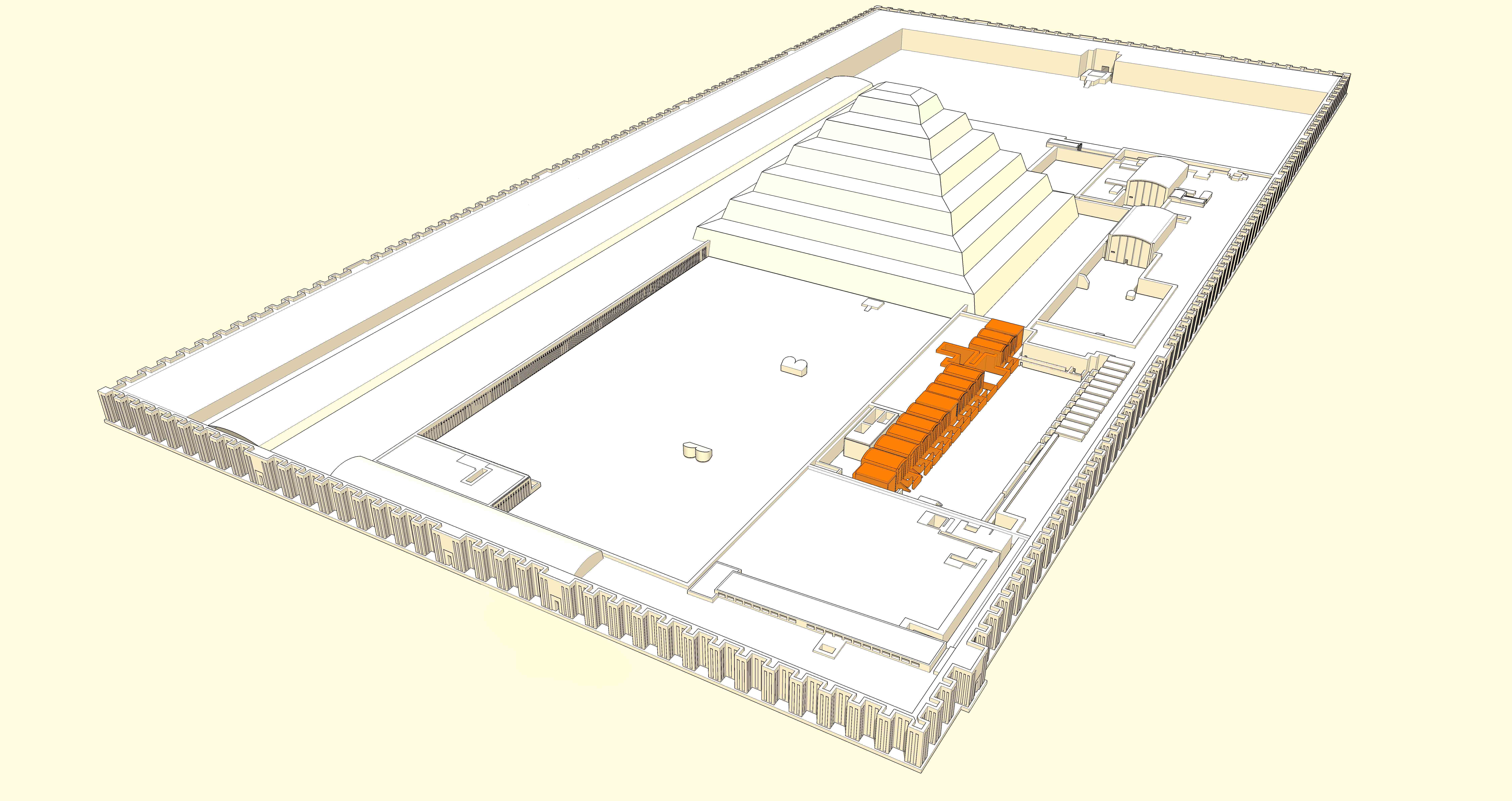
موقع محاريب العبادة في عيد سد.

يوجد في الناحية الشرقية الجنوبية لمجمع هرم زوسر فناء يعتقد أن كانت تقوم فيه احتفالات عيد سد المصري القديم، حيث كان فرعون يستعرض قدرته على الحكم في احتفال كبير.
الفناء مربع الشكل ويحده من الغرب 13 محراب للعبادة يتخذ شكلها شكلين . الشكل الأول وكان يسميه المصري القديم «سح نيثر» بمعنى «ظل الإله» وكان سقفه منبسطا وحرفه المطل إلى الخارج مقوسا، في شكل فروع النخيل . والنمط الثاني للمحاريب وكانت تسمى «بر وير» فله سقف مقوس وأعمدة منحوتة على البارز في جدران الواجهة . كما تحوي بعض المحاريب على أبواب زائفة .
وفي الجزء الشرقي للفناء توجد 12 محراب أخرى ولكنها أصغر من تلك التي على الناحية الغربية . التصميم المعماري للمحاريب يشير إلى أنها لم تكن تستخدم بالفعل للعبادة وإنما غرضها هو ان يحتفل فيها فرعون بعد مماته بعيد سد، مما يتيح لفرعون الاحتفال بهذا العيد في الآخرة إلى أبد الآبدين. استطاع علماء الآثار إعادة بناء بعض المحاريب . وهي تشكل حاليا أحد المعالم الرئيسية لمجمع هرم زوسر التي يزورها السياح من كل مكان.

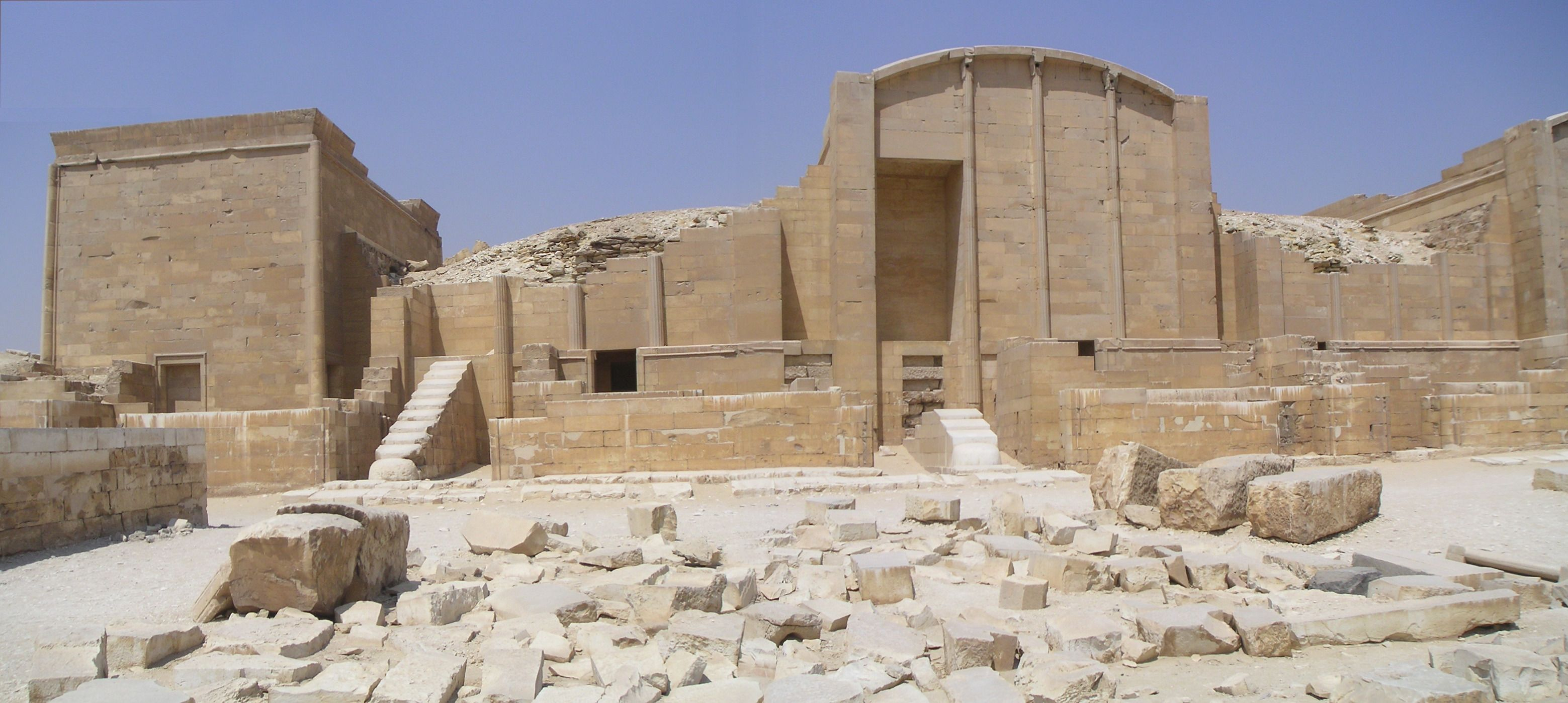
محاريب عيد سد الغربية (طرازSeh-netjer إلى اليسار ، وطراز Per-uer في اليمين)
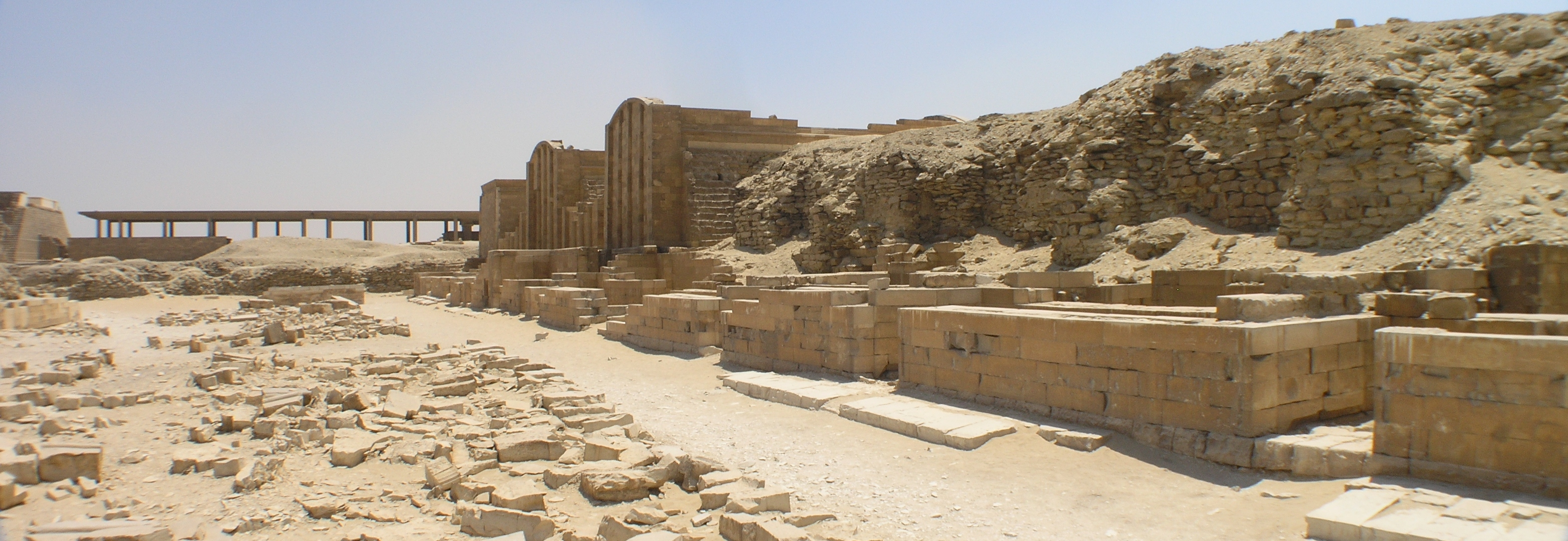
منظر الفناء من الشمال على الجهة الغربية
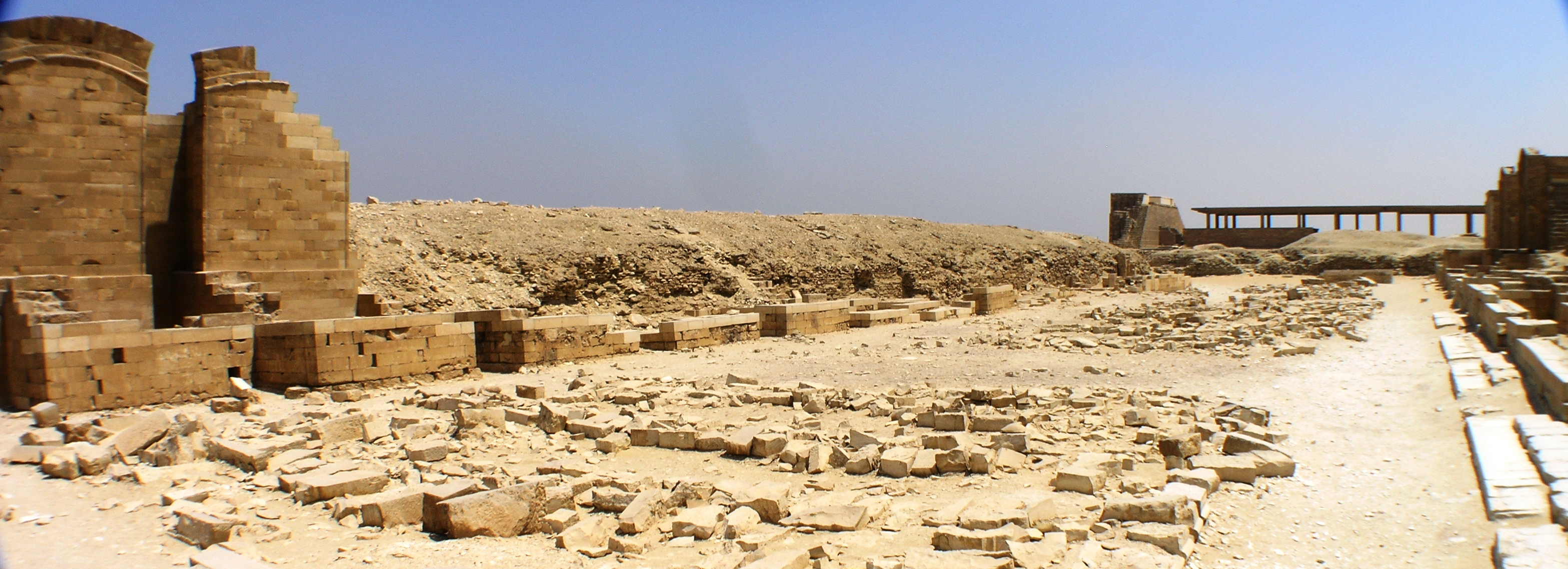
منطر الفناء من الشمال على الجهة الشرقية والمحاريب الشرقية
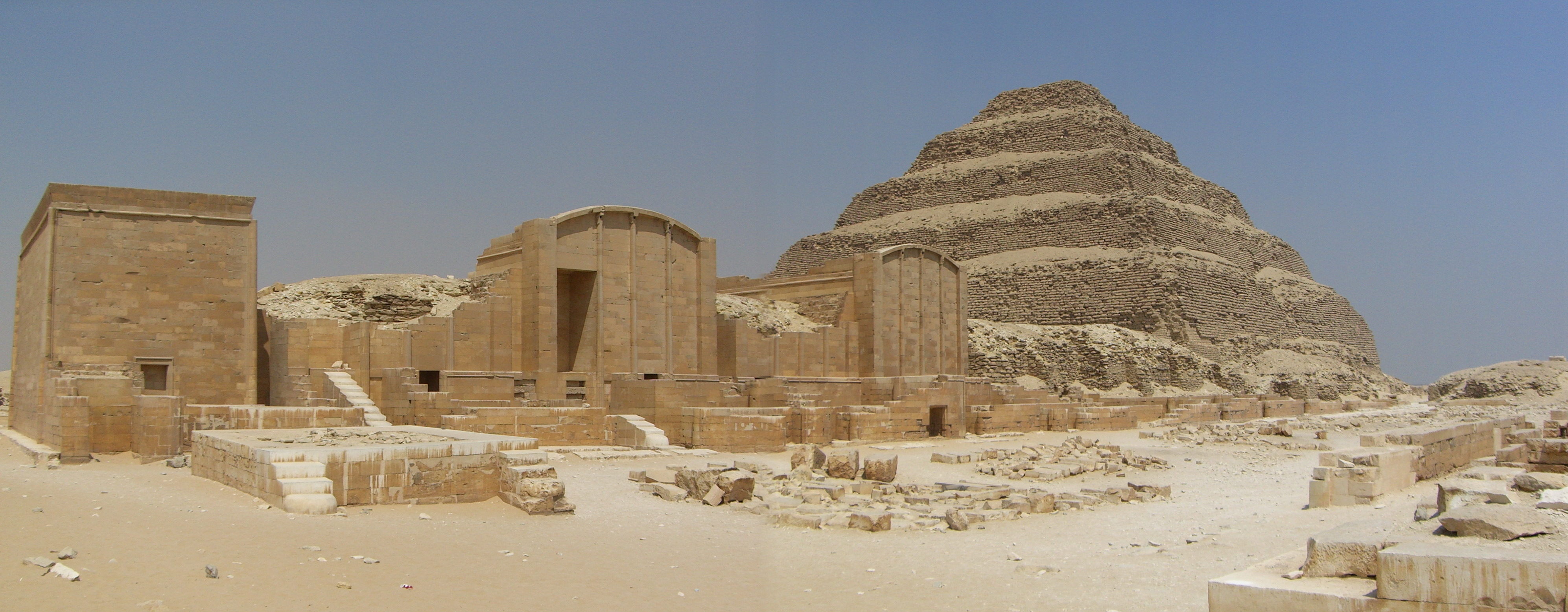
منظر فناء عيد سد والمحاريب الغربية

### معبد تي

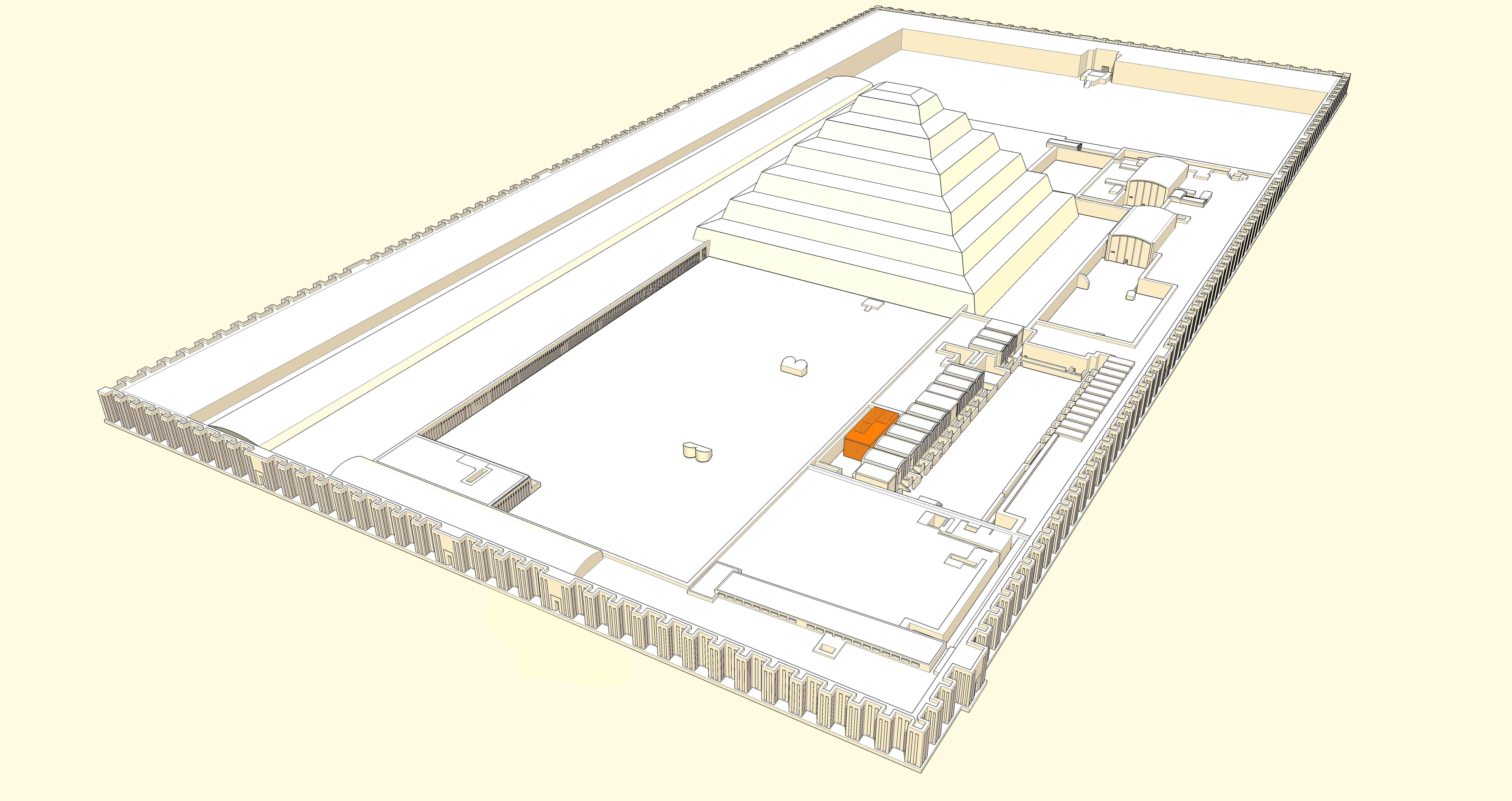
Position des Tempels T

يوجد معبد بين محاريب عيد سد والساحة الجنوبية عثر عليه «جين لاور» وأطلق عليه التسمية «معبد تي»، وكان لهذا المعبد دور خلا احتفال عيد سد . وكما هو الوضع بالنسبة للبنيات الأخرى المتبعة في مجمع هرم زوسر فقد بني المعبد من قوالب حجرية بدلا من الطوب اللبن، وكانت القوالب الحجرية مصقولة بعناية، تدل على تحكم المصريين القدماء منذ ذلك العهد في تشكيل الحجارة.
يتكون المعبد من بهو أعمدة في المدخل، وغرفة أمامية، وثلاثة أبوهة داخلية وصالة مربعة الشكل . كان للمعبد مدخلان أحدهما في الشرق والآخر في الجنوب. وكان للمعبد سقف من ألواح الحجر الجيري تحملها أعمدة.

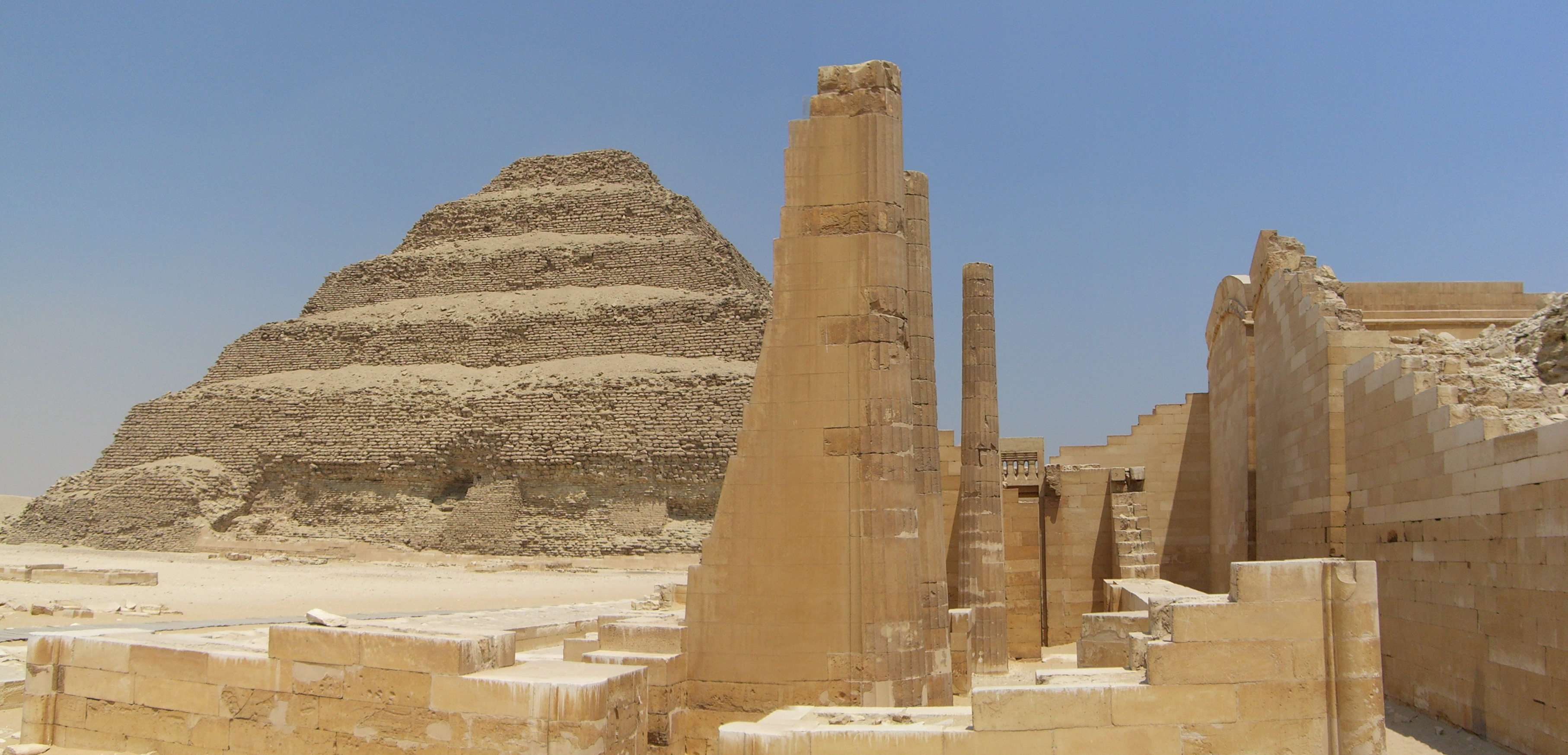
بقايا المعبد «تي»
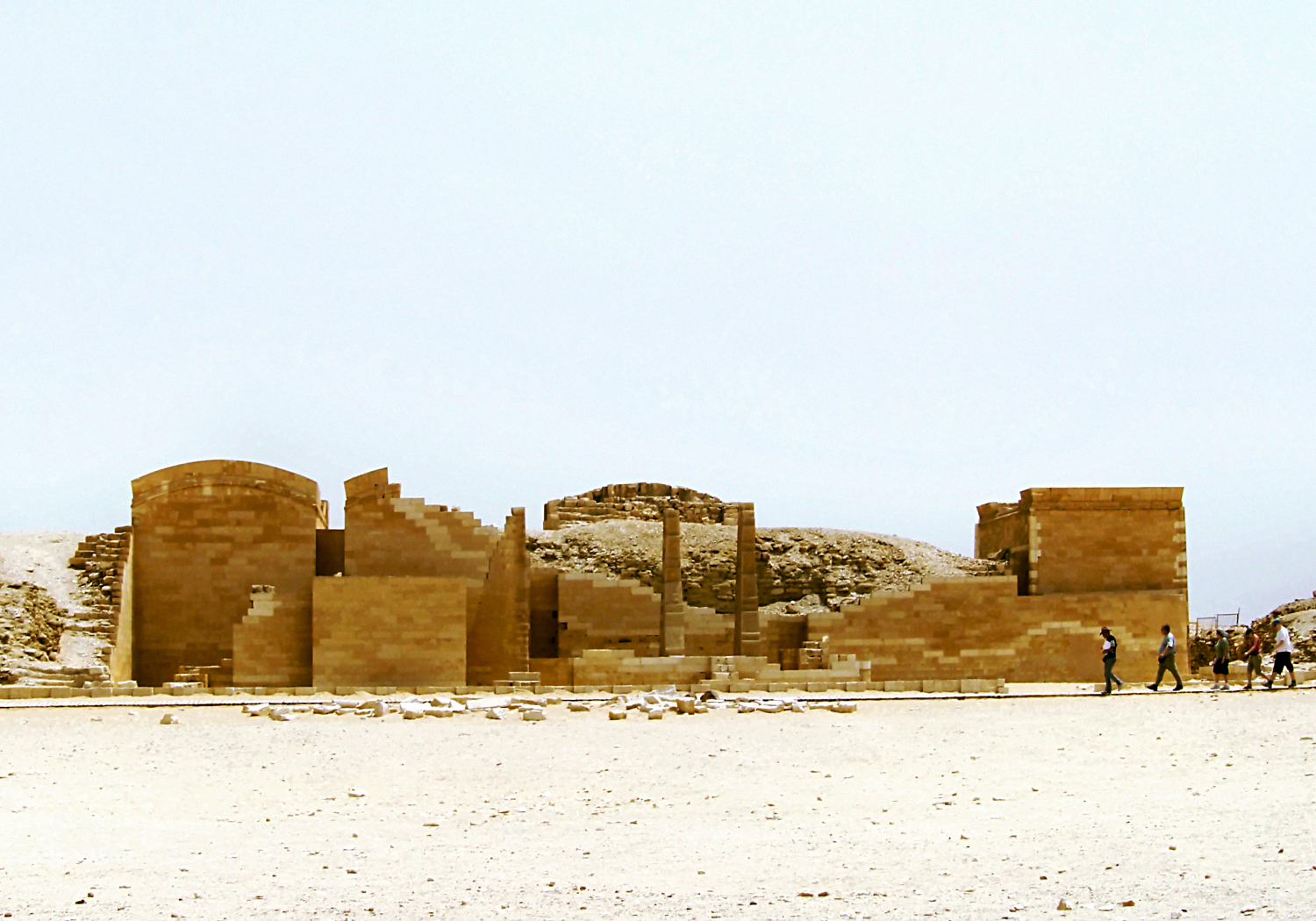
بقايا المعبد «تي» ، وخلفها محاريب عيد سد
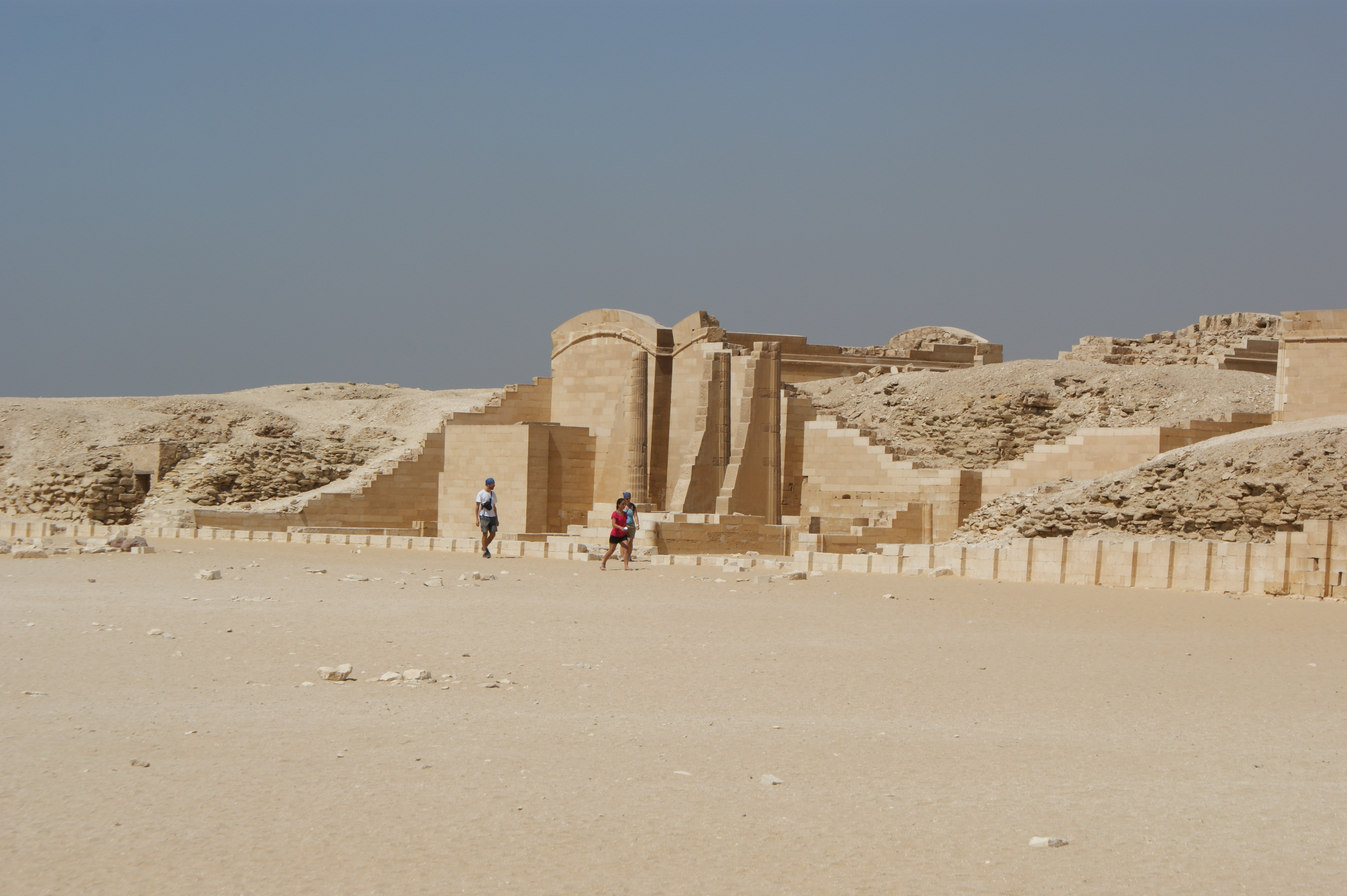
بقايا المعبد تي وخلفها محاريب عيد سد.

### المعبد الجنائزي

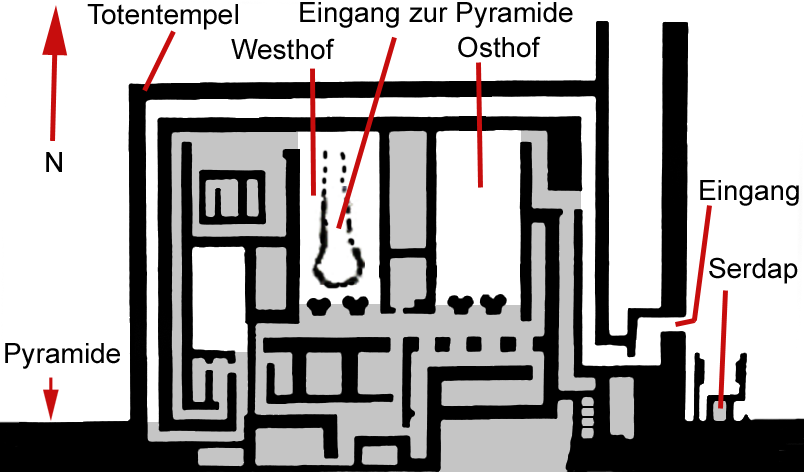
خريطة المعبد الجنائزي

بني المعبد الجنائزي على الناحية الشمالية لهرم زوسر، وكان يشكل العنصر الرئيسي في تقديس فرعون . كان للمعبد مدخل من جنوب الشرق وكانت مبناه موجها في اتجاه الشرق والغرب. كان باب المعبد من الحجر مشكلا في هيئة باب خشبي مفتوح . بعد المدخل توجد بوابة مكونة من عمودين وتؤدي إلى داخل المعبد. وكانت أرضية المعبد مرتفعة قليلا عما حولها .
للمعبد عدة أروقة وأبوهة وحجرات في الداخل . ويصعب تفسير توزيع تلك البنيات، حيث أنه يختلف في بنيته كثيرا عما بني بعد ذلك من معابد جنائزية.
للمعبد فناءان، أحدهما في الشرق والأخر في الغرب . ويوجد في الفناء الغربي سلم من الحجر يؤدي إلى الهرم.
يعتقد باحث الآثار «ميروسلاف فيرنر» أن مكان العبد الجنائزي كان مخططا له في منطقة جنوب موقعه الحالي، ويعتقد أن التوسيعات المتكررة للهرم جعلت موقعه إلى الشمال. . كان العبد الجنائزي مبنيا من الحجر الجيري الأبيض مصقولة بعناية .

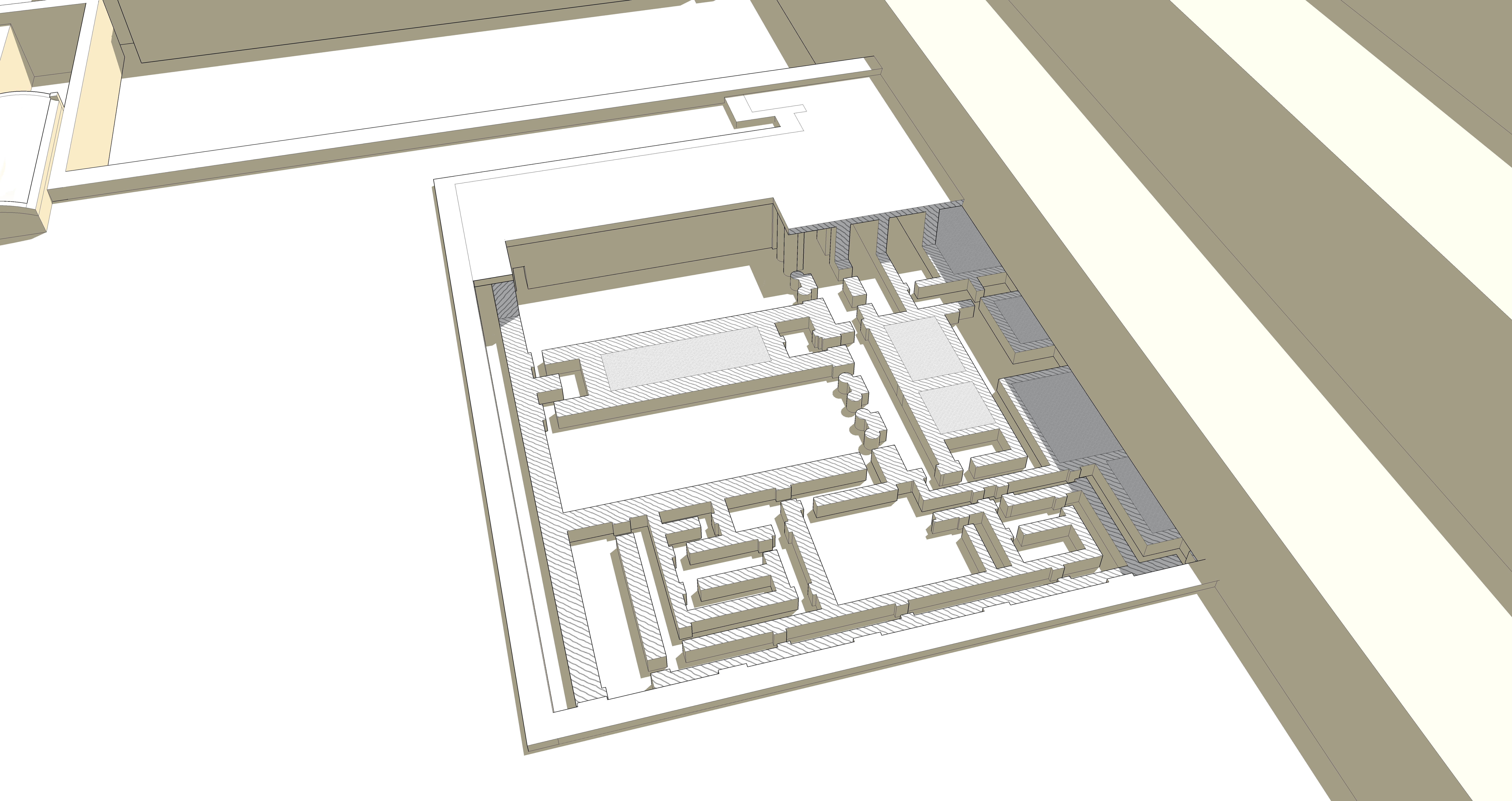
نموذج لإعادة تشكيل المعبد الجنائزي
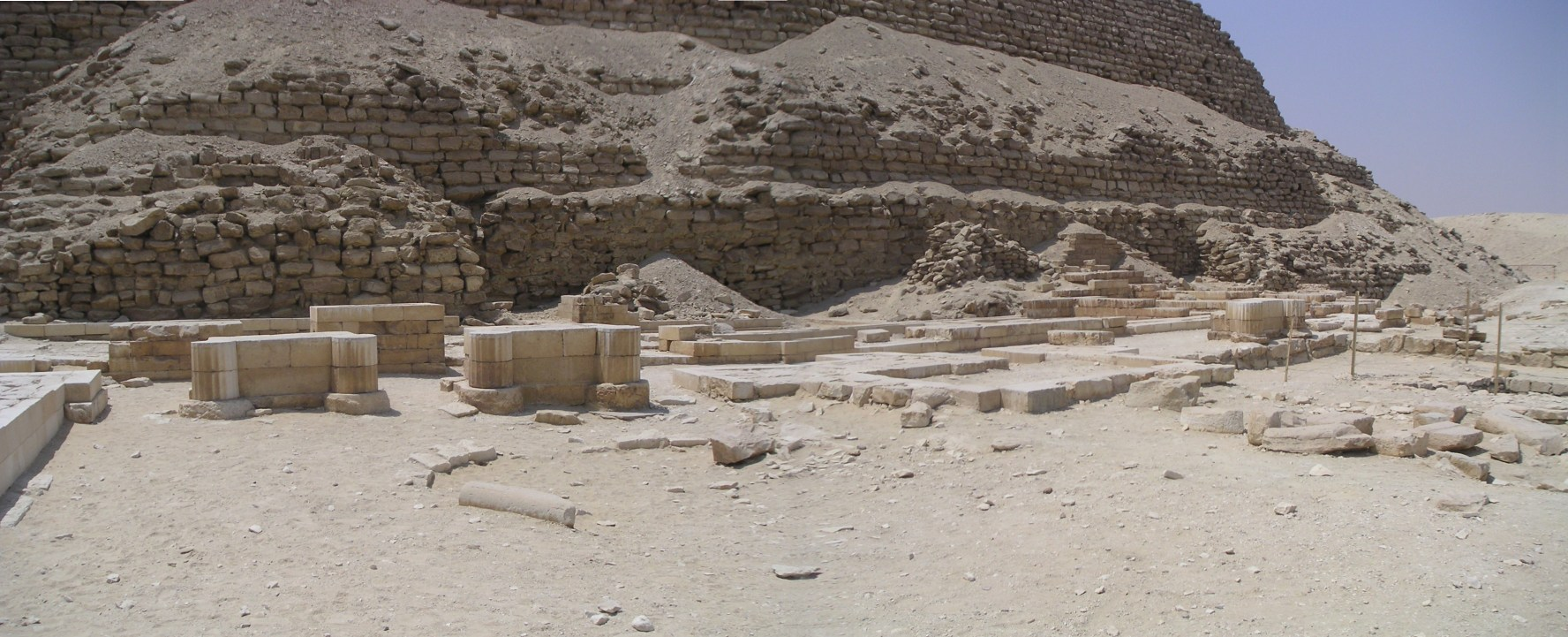
بقايا المعبد الجنائزي
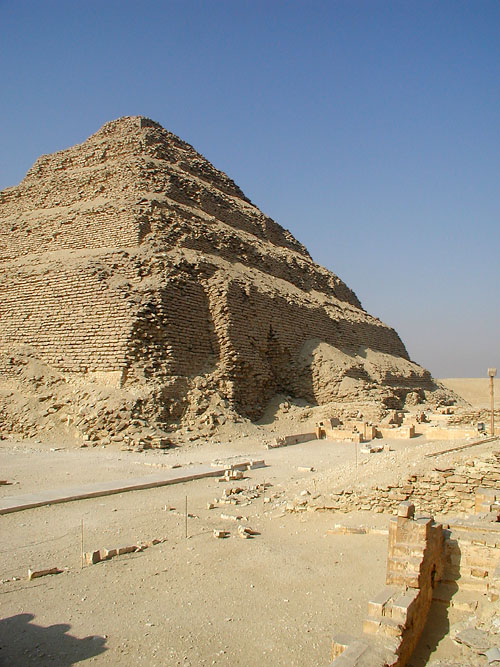
الناحية الشمالية للهرم المدرج والسرداب والمعبد الجنائزي

### السرداب
السرداب هو غرفة صغيرة تقع شرق المعبد الجنائزي على الناحية الشمالية للهرم . تتكون بنية السرداب من حجارة مصقولة ومائلة مثل بقية أحجار الهرم بزاوية 17° إلى الداخل . عثر في السرداب على تمثال لزوسر بالحجم الطبيعي، مصنوع من الحجر الجيري، ويمثل فرعون جالسا على عرشه . توجد في الناحية الشمالية للحجرة فتحتان تسمح «للتمثال» مشاهدة الفناء وما يجري فيه من احتفالات . وربما يكون اتجاه الغرفة قد اختير بحيث يكون في اتجاه القطب الشمالي.
التمثال الأصلي للفرعون زوسر الذي عثر عليه في السرداب محفوظ الآن في المتحف المصري بالقاهرة، ووضع نموذج طبق الأصل في مكانه في السرداب . وقد استبدلت أحد حوائط السرداب عند إعادة تشكيلها بلوح من الزجاج بحيث يسمح للزوار بإلقاء نظرة على داخل السرداب.
وعثر في منطقة المعبد الجنائزي على بقايا أجزاء من تماثيل مماثلة لتمثال زوسر الموجود في السرداب . بناء على ذلك يعتقد بعض باحثي الآثار في احتمال وجود سرداب آخر .

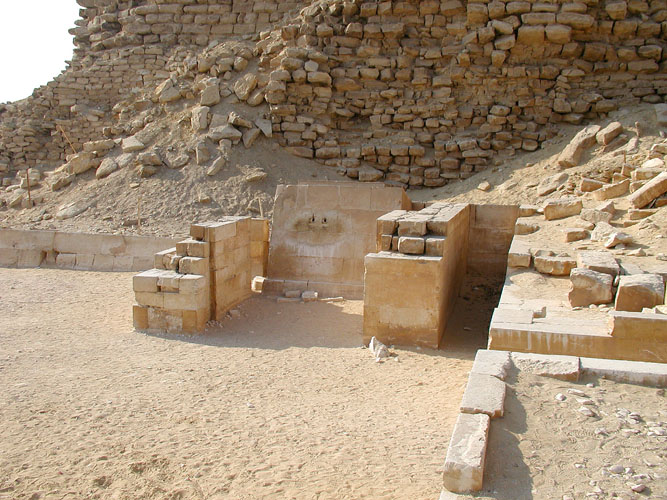
السرداب على الناحية الشمالية للهرم
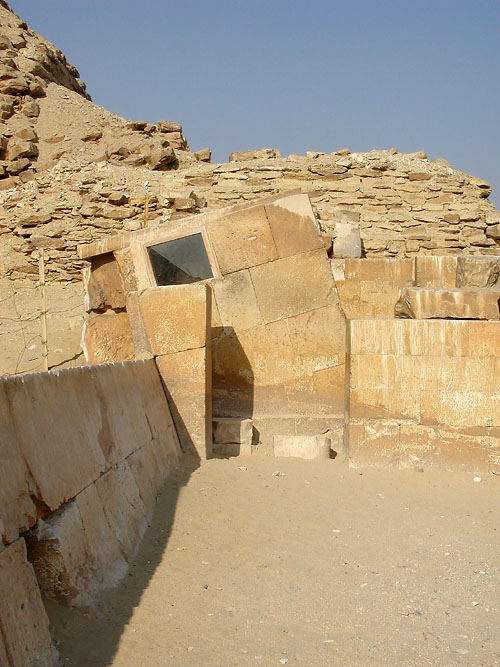
منظر جانبي للسرداب – واضح هنا ميل قوالب الأحجار
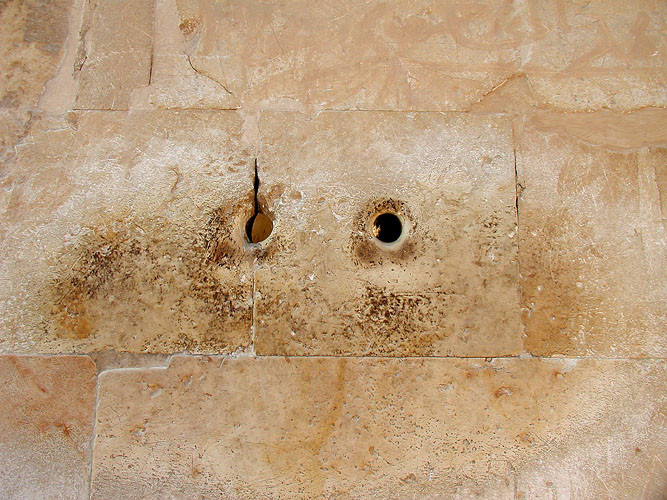
فتحات المشاهدة في السرداب
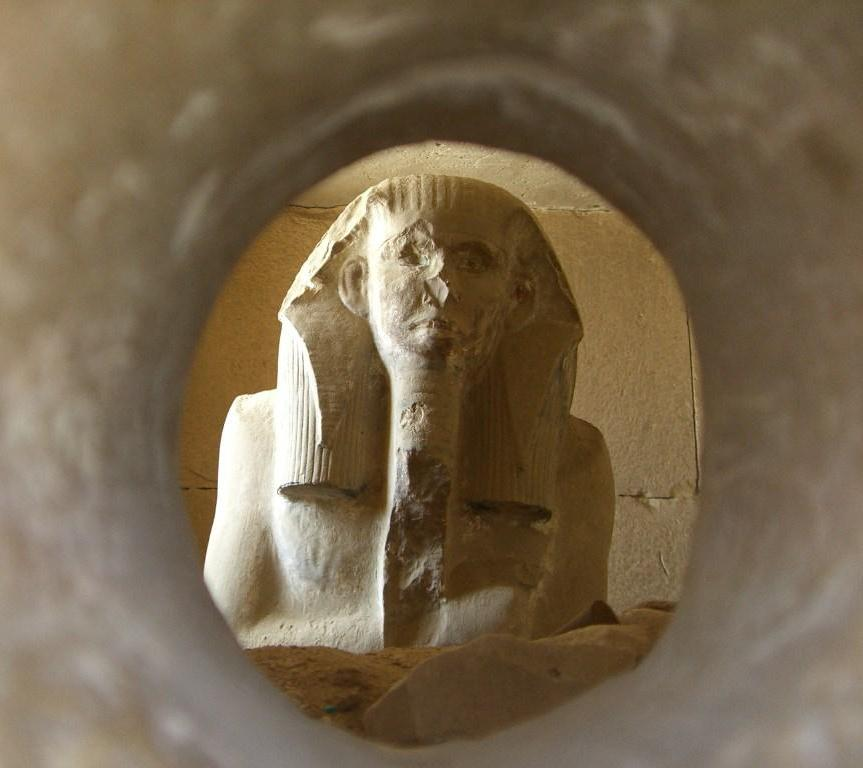
تمثال زوسر (تقليد) في السرداب

### المقصورتان

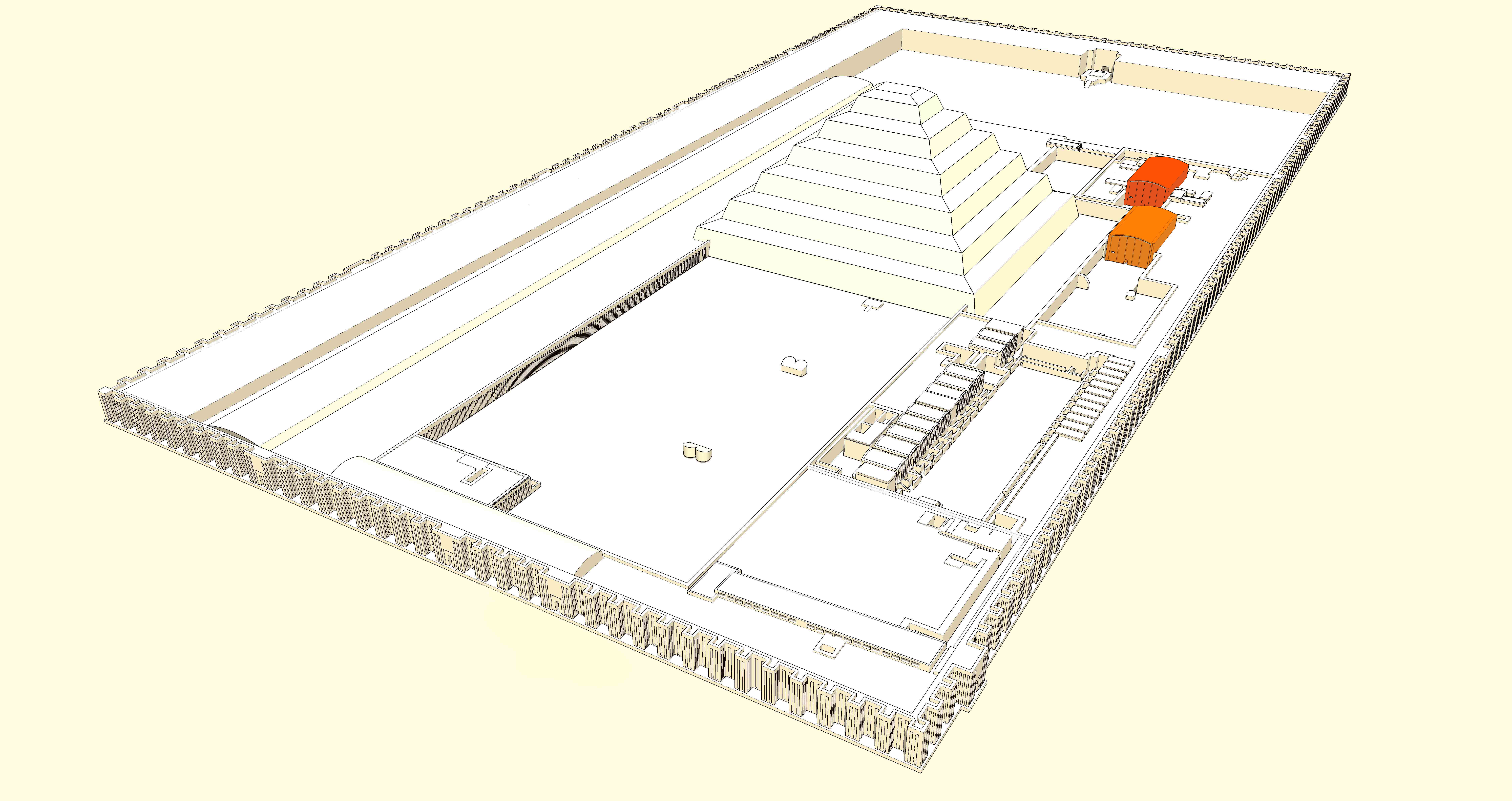
موقع المقصورة الشمالية (أحمر) والمقصورة الجنوبية (برتقالي)

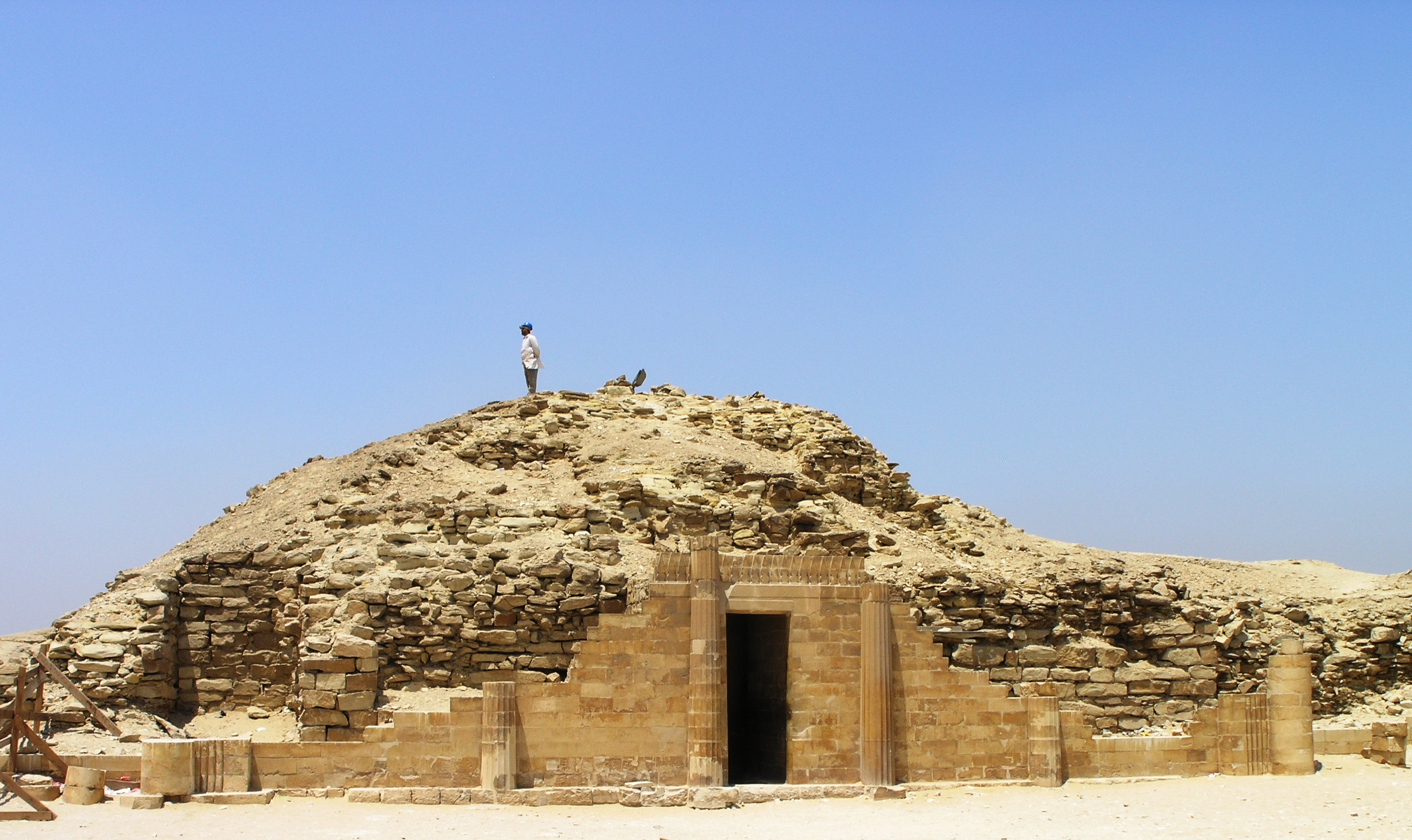
بقايا واجهة المقصورة الجنوبية والمدخل

كانت المقصورة الجنوبية تتكون من بناء مستطيل، يعتقد باحث الآثار «لاور» أنه كان مبنيا الحجر الجيري ومزينا في شكل عروق الخشب وأن كان له سقفا منحنيا . كان السقف محمولا على صفوف أعمدة كل صف منها مكون من أربعة أعمدة قصيرة . الأعمدة ملونة باللونين الأحمر والأسود بحيث تعطي مظهر شجر الأرز . وكان داخل المقصور ة مشابها لمحاريب عيد سد ومبنيا من الحجر الجيري. ويوجد في المقصورة محراب للعبادة في شكل حرف L. وتوجد على جدران المقصورة الجنوبية أثار مخطوطات (غرافيتي) كتبها زوار من عصر الدولة الحديثة، ومن ضمنها يظهر اسم «زوسر». كما عثر باحث الآثار «فيرث» أثناء حفرياته على بقايا بردي محترقة.
كانت المقصورة الشمالية مماثلة للمقصورة الجنوبية، إلا أن فناءها كان أصغر ولم يكن لها مذبح . وكان لها حفرة بئر تؤدي إلى بهو تحت الأرض.
لا يزال البحث جاريا عن معنى المقصورتين ووظيفتهما . يعتقد عالم الآثار «لاور» أن المقصورتين تمثلان مبنيين إداريين لشمال مصر وجنوبها يستقبل فيهما كا (روح) فرعون رعاياه .
يعتقد عالم الآثار «فيرث» منطلقا مما عثر عليه من برديات أن إدارة المجمع كانت موجودة في المقصورة الجنوبية خلال العهود المتأخرة. كما تشير بعض الآثار إلى أن المقصورتين فد غطيت بالرمال بعد النتهاء من بنائهما عن قصد حتى إعادة إعدادهما لخدمة فرعون بعد مماته مباشرة.
عند زيارة القنصل والتاجر الألماني "كارل ليبزيوس]] لبقايا المقصورتين خلال القرن التاسع عشر اعتقد انها الأنقاض تخص هرما ثانويا، وأعطى لهما خطأ التسمية Lepsius XXXIV (34) في قائمة أهراماته التي كان يقوم بإعدادها .

### الأروقة الغربية

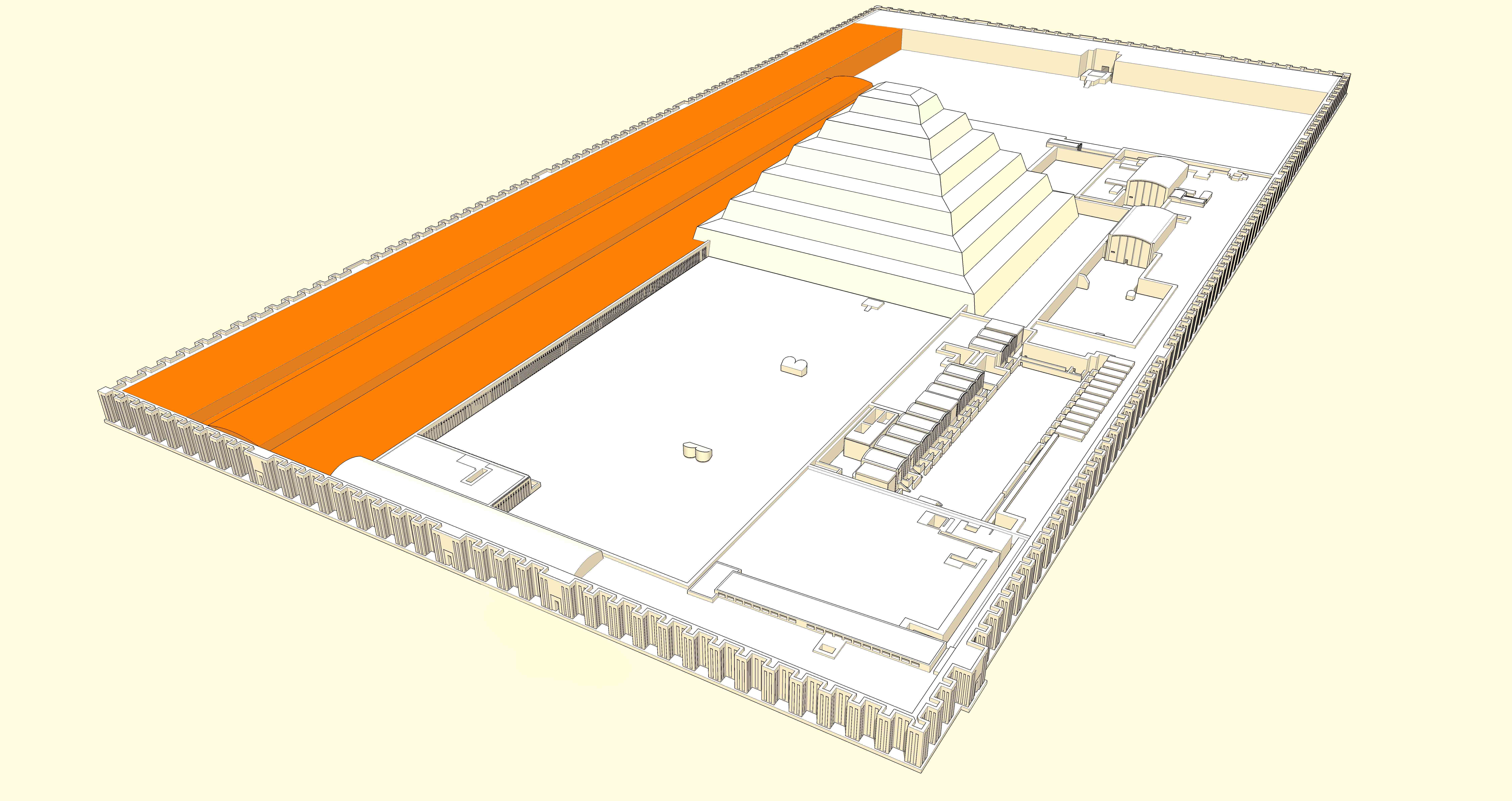
Position der Westgalerien

الأروقة الغربية كتلية (ممتلئة) وما يوجد تحتها من أبوهة تحير العلماء بشكل كبير.
يوجد منها ثلاثة أروقة: أطولهم الرواق الغربي الخارجي وهو يمتد بطول المجمع، أما الرواقان الآخرا ن فهما أقصر منه. ويبدو أن بنائهم كان مخلفات حجرية ناشئة من بناء الهرم المدرج وليس بها ممرات . وربما كان بنائهم قد تم قبل المرحلة النهائية لبناء الهرم، حيث أن الرواق الغربي متكيء على الرواق الكتلي الشرقي.
توجد تحت الأروقة الكتلية أبوهة طويلة تحوي نحو 400 حجرة . ولا يزال وظيفة تلك الحجرات غامضا. وتشير تصميمها إلى أنها كانت مخازن، ولكن باحث الآثار «لاور» يعتقد أنها كانت قبورا لخدم فرعون، حتى يقومون بخدمته في عالم الآخرة، إلا أن تقاليد الضحية بخدام فرعون وقت مماته بغرض خدمته في عالم الآخرة كانت قد انتهت منذ الأسرة الأولى .
ويعتقد عالم الآثار الألماني «راينر ستادلمان» أن تلك الأروقة بقايا لمقبرة أقدم من عهد زوسر، وربما كانت مقبرة خع سخموي، إلا أنه لم يعرف استغلال ملك لمقبرة ملك آخر في عصر الدولة القديمة .
وطبقا لرأي عالم الآثار البولندي «أندرزي شفيك» تمثل الأروقة الغربية المرحلة الأولى لبناء مقبرة زورسر. ومن هذا المنطلق فيعتقد أن المقبرة كانت مصممة أصلا على هيئة مقبرة أروقة ذات مصطبة طويلة مثلما في مقابر الاسرة الثانية التي توجد جنوبا بالنسبة لمجمع هرم زوسر . تربط تلك النظرية بين بنيات المجمع وبنيات المقابر التي كانت قبلها، وتتحاشى مسألة استغلال ملك لمقبرة ملك آخر .

### الساحة الشمالية

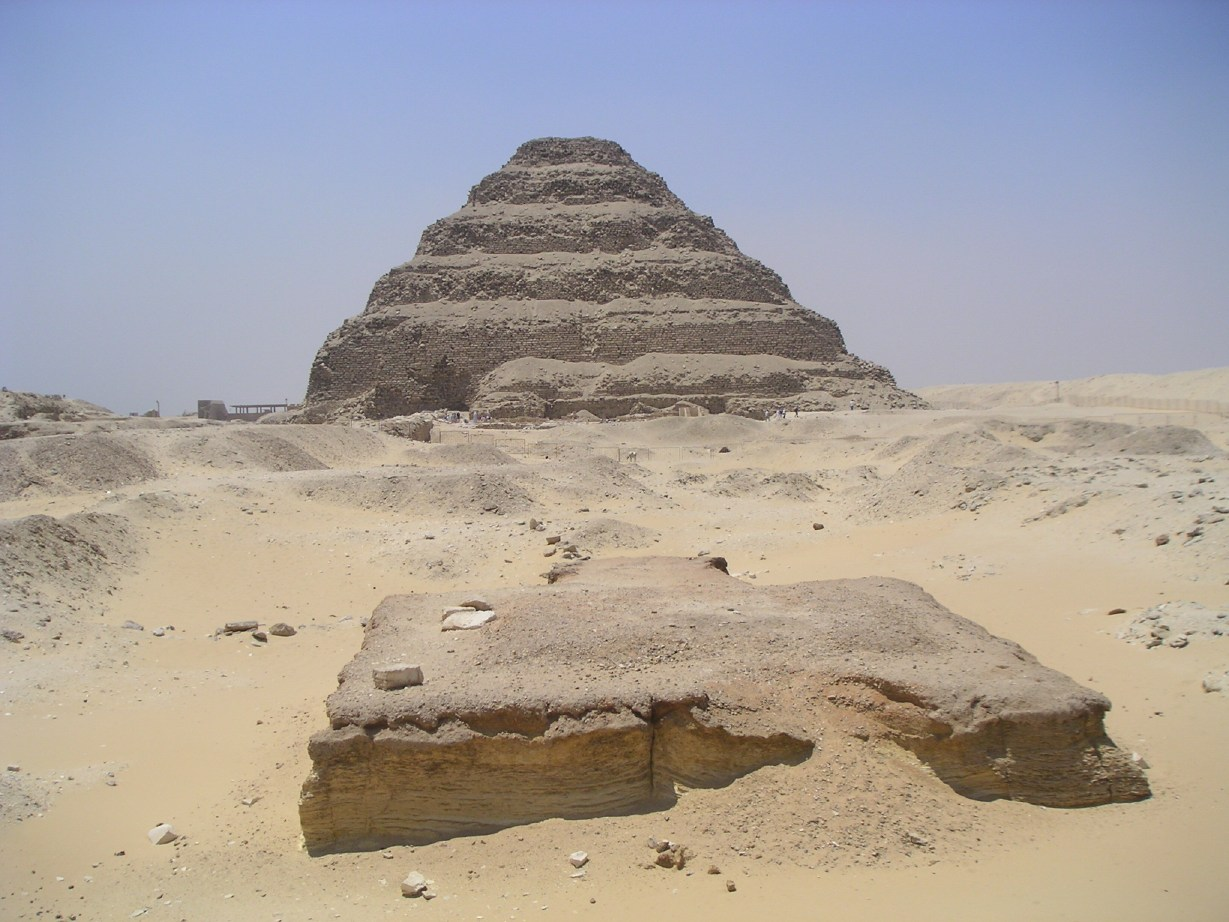
نظرة من المذبح على الساحة الشمالية.

لا تزال تنقص الساحة الشمالية الاستكشاف المنظم، فقد أجريت حتى الآن عدة حفريات فيها متناثرة أظهرت بعض البنيات.
يوجد بالقرب من الجدار الشمالي شكل يعتبره علماء الآثار «المذبح الشمالي». وهو عبارة عن هضبة حجرية يصعد إليها الفرد عن طريف سلم حجري. توجد في الهضبة حفرة مساحتها 8 متر * 8 متر محفورة وعمقها عدة سنتيمترات . يختلف علماء الآثار في تفسير وظيفتها . ويرى الباحث الألماني «ستادلمان» معبدا للشمس . ومن الممكن أن تكون الحفرة قاعدة لأحد المسلات، إلا أنه لا يوجد بالقرب منها لا مسلة ولا أجزاء من مسلة.
تمتد من الركن الشمالي الغربي للجدار المحيط بالمجمع عدة أبوهة مخازن نحو الشرق؛ ومن المحتمل أنها كانت مخازن غلال نظرا لأن لها فتحات دائرية في أسقفها لتعبئة الغلال . عثر في تلك الابوهة على أختام باسم زوسر، وبعضها لفرعون خع سخموي مما يصعب انتساب الأبوهة الشمالية إلى أي من الفراعونين .
وعلاوة على ذلك فتوجد ما يسمى «مقابر سلمية» تعتبر أقدم من مجمع هرم زوسر وتنتمي إلى مجمع مقابر بنيت قبل عهد زوسر .

## تغيرات خلال العصور التالية

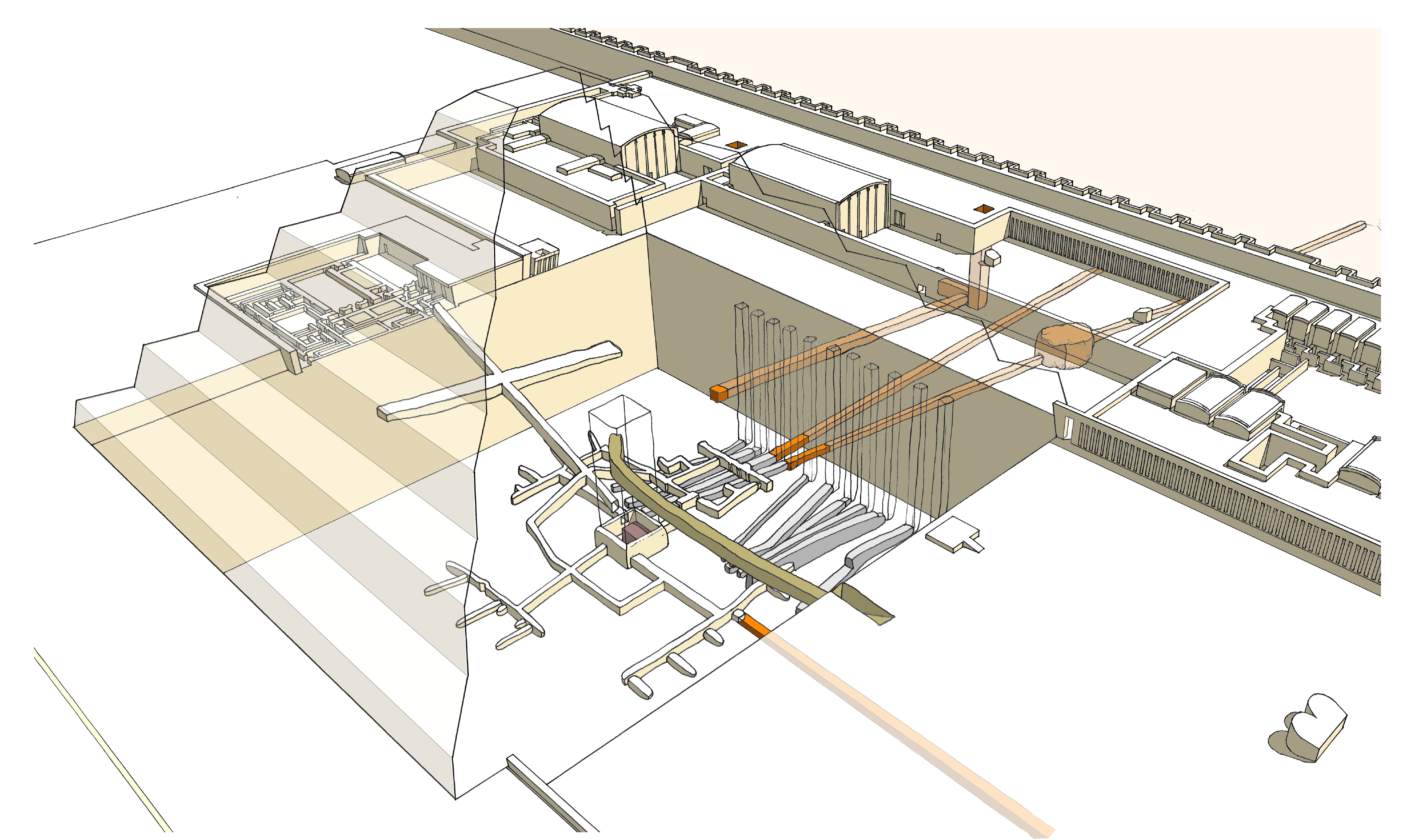
رسم يوضح دهليز بناه اللصوص (زيتوني اللون) في عهد الأسرة السادسة والعشرين.

بنيت في مجمع هرم زوسر خلال العصور التالية في مصر عدة أنفاق وأروقة - قام بمعظمها لصوص المقابر . ففي عهد الدولة القديمة حفر نفق من الرواق العرضي عند المدخل إلى أروقة حجرة الدفن بغرض سرقتها . كما تعزى بعض الأنفاق الأخرى إلى العهد الروماني.
من أهم التغييرات خلال الأسرة 26 حيث كانت العاصمة في سايس حفر دهليز تحت الهرم، وكان مدخله من عند مذبح الساحة الجنوبية ويصل إلى البئر الرئيسي تحت الهرم . وبواسطة هذا الدهلير تم إخلاء البئر مما كان فيه من أنقاض، وأصبح طريق اللصوص إلى حجرة الدفن مفتوحا . وتوجد حتى الآن ألواح خشبية كان يستعملها اللصوص في عملياتهم .

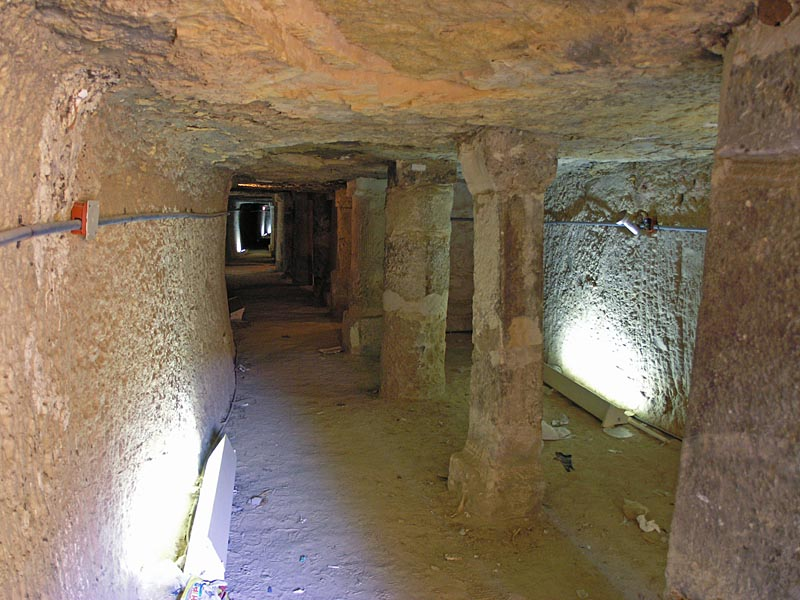
دهليز من عهد الاسرة 26 وبه أعمدة للسند
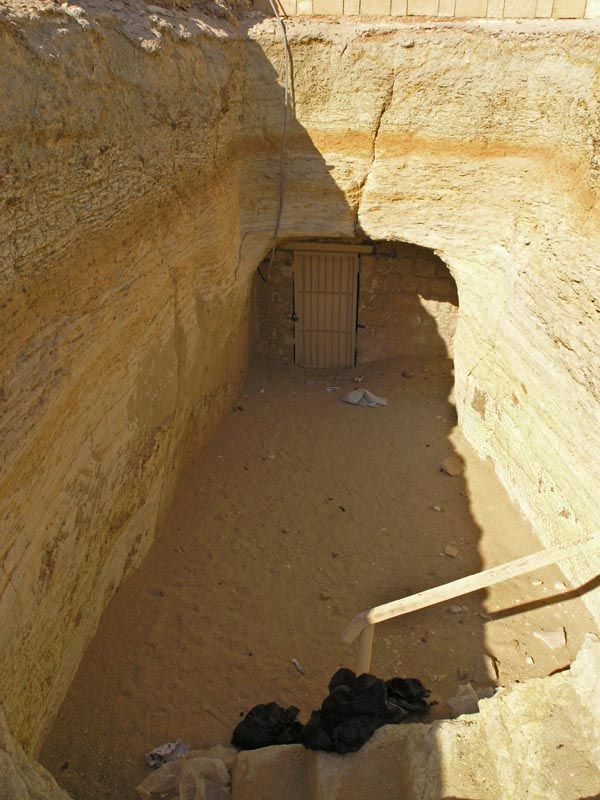
مدخل الدهليز
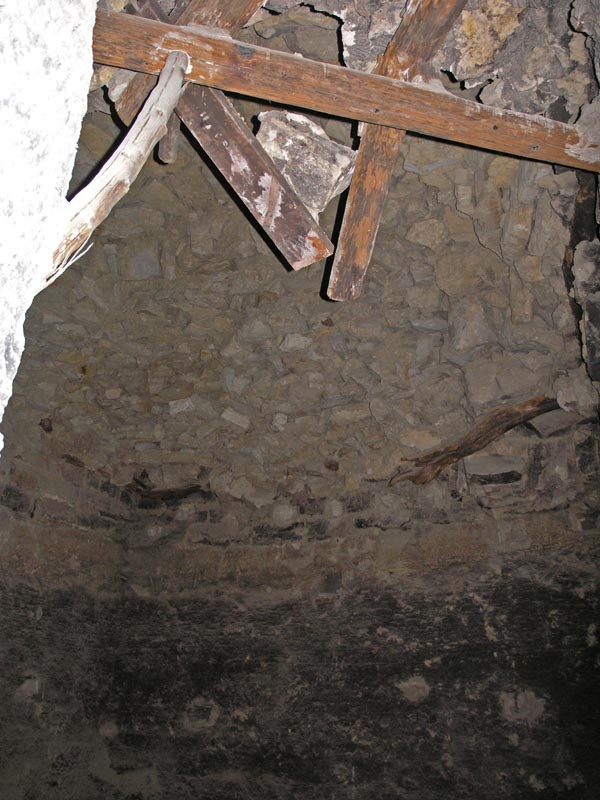
الدهليز يطل على البئر الرئيسي تحت الهرم

وتشير استكشافات حديثة قامت بها مجموعة علمية من لتلاند تحت اشراف «برونو دسلاندس» بواسطة الرادار إلى وجود ثلاثة انفاق أخرى على الأقل، تبدأ من خارج الجدار شرقا إلى الأحد عشرة رواق الشرقية، وكذلك نفق آخر من الحجرات الجنوبية لمقبرة الهرم وتصل إلى المقبرة الجنوبية.

## أهميته لتطور بناء الأهرام
على الرغم من أنه لم تبنى في مصر مجمع هرم آخر على نمط هرم زوسر إلا أن عناصره الأساسية اتبعت بعد ذلك . تطور تلك المراحل لا يزلا غامضا حتى اليوم، حيث أن المشروعين التاليين له وهما هرم سخم خت وهرم شابا لم يكتملا. ولكن مجمع هرم سخم خت يبين تشابه كبير بمجمع هرم زوسر، مما يشير أن إمحتب قد راعى أيضا بناء هذا المجمع.
بناء على ذلك فيعتبر هرم زوسر أول هرم يبنى من طبقات من الأحجار وبقي عبر هذا الزمن الطويل كمقبرة للفرعون زوسر. كما توجد عدة أهرامات كانت صغيرة في بعض انحاء البلاد، البعض منها كان قبرا احطياتيا. وكان الهرم الذي تم بنائه كقبر للملك هو هرم ميدوم الذي بناه الفرعون سنفرو. وكان بدء بناية هرم ميدوم أيضا في شكل مدرج، ثم سدت المساحات بين المدرجات بعد ذلك وغطيت بطبقة من الأحجار الملساء وأصبحت أسطح الهرم مستويا بزاوية ميل واحدة، نحو 52 درجة.
وجميع الاهرامات التي بنيت بعد ذلك فكانت أساسيا في شكل الهرم الكامل (المستوي الأسطح). ولكن نفذت أهرامات الملكات في عهد منقرع في هيئة أهراما مدرّجة. كما بنيت خلال الاسرة الرابعة إلى الاسرة السادسة أهرامات مدرجة وغطيت من الخارج لتصبح أوجهها مستوية، مثل هرم منقرع وهرم ساحورع.
مما يلفت النظر أن بنية الهرم نقسه في العهود التي تلت عهد زوسر قد زادت في الكبر بينما صغرت مساحة المجمع الحاوي له . وصغرت مقاييس الأروقة الخارجية وأدخلت في داخل الهرم . ولم تبنى للأهرامات بعد ذلك ساحات لعيد سد ولا مقصورات تماثل مقصورات مجمع هرم زوسر. ومع ذلك فكانت توجد لوحات منقوشة عن احتفالات عيد سد في المعبد الجنائزي لفرعون .
وبقي المعبد الجنائزي كعنصر أساسي بجانب الأهرامات التي تلت . وزادت أهمية المعبد الجنائزي خصوصا في عهد الأسرة الخامسة. إلا أن تصميمات المعبد الجنائزي قد اختلفت عبر العهود التالية .